# 2007
Évszázadok: 20. század – 21. század – 22. század
Évtizedek: 1950-es évek – 1960-as évek – 1970-es évek – 1980-as évek – 1990-es évek – 2000-es évek – 2010-es évek – 2020-as évek – 2030-as évek – 2040-es évek – 2050-es évek
Évek: 2002 – 2003 – 2004 – 2005 –  2006 – 2007 – 2008 – 2009 – 2010 – 2011 – 2012

## Események

### Január
- január 1.
  - Az Európai Unióval összefüggő események:
    - Bulgária és Románia csatlakozása az Európai Unióhoz;
    - Szlovénia saját valutaként bevezeti az eurót;[1]
    - A bolgár, a román és az ír nyelvek az EU hivatalos nyelvévé válnak;
    - Németország fél évre átveszi az EU tanácsának elnökségét.

  - Hongkong elkezdi büntetni a dohányzást a legtöbb étteremben és közel 1200 köztéren.
  - Az ISBN hossza 10-ről 13 számjegyre bővül.
  - A dél-koreai Pan Gimun lesz az ENSZ új főtitkára a hivatalát kitöltő Kofi Annan után.
  - A brazil államelnök, Luiz Inácio Lula da Silva megkezdi második elnöki periódusát.
  - Oroszország és Fehéroroszország megegyezésre jutnak a gázárvitában.
  - Angola belép az OPEC-be.
- január 3. – Kína antiterrorista razziát tart Hszincsiangban.
- január 5. – A Hitachi elkészíti a világ első egy terabájt kapacitású merevlemezét.
- január 7. – Stanisław Wielgus, Varsó érseke lemond tisztségéről, miután kiderül róla, hogy korábban együttműködött a kommunista titkosrendőrséggel.
- január 9. – Steve Jobs, az Apple elnök-vezérigazgatója bemutatja az első iPhone-t.
- január 11.
  - Vietnám a WTO 150. tagja.
  - Ausztriában felesküdött az új, nagykoalíciós kormány a szociáldemokrata Alfred Gusenbauer vezetésével; az év folyamán számos szociális programot vittek keresztül (megélhetési minimumot vezettek be, nagyvonalú nyugdíjakról döntöttek – ugyanakkor enyhítették a kelet-európai munkavállalókkal szembeni korlátozásokat és adóreformot vezettek be.)
- január 15. – A második Gyurcsány-kormány csökkenti a gyógyszerár-támogatási kulcsokat, így egy évtized óta először sikerül az egészségbiztosítási alap gyógyszerkiadásokra szánt összegén belül maradni.
- január 17–19. – A Kyrill orkán nagy pusztítást okozva halad át Európa felett.
- január 19. – A Kyrill nevű viharban súlyosan megsérült MSC Napoli konténerszállító óriáshajó megfeneklik Nagy-Britannia cornwalli partvidékén.
- január 21. – Parlamenti választások Szerbiában – a Szerb Radikális Párt érte el a legtöbb szavazatot, de nem talált magának koalíciós partnert.
- január 26–28. – A visegrádi csoport (V4) vezérkari főnökeinek sliač-i ülése.
- január 26. – Martti Ahtisaari, ENSZ–megbízott – egy bécsi nemzetközi konferencián – ismerteti Koszovó–tervét, amely szerint a tartomány korlátozott szuverenitást kapna, s biztosítania kellene a szerb kisebbség autonómiáját.
- január 30. – Hivatalosan megjelenik a Windows Vista.

### Február
- február folyamán tartották a nemzetközi játékkiállítást a németországi Nürnbergben.
- február 6. – A 2006-os zavargásokat elemző Gönczöl-jelentés nyilvánosságra kerül, a dokumentum súlyos rendőri hibákat említ.
- február 12. – A koszovói albán vezetés alapvetően elfogadhatónak tartja az Ahtisaari-javaslatot, azonban Pristinában tiltakozások robbannak ki, követelve Koszovó teljes szuverenitását.
- február 13. – A szerb kormány elveti Martti Ahtisaari ENSZ–megbízott koszovói rendezési javaslatát, mivel az olyan jogokkal ruházza fel Koszovót, amelyek csak szuverén államokat illetnek meg.
- február 13. – A Pekingben tartott hatoldalú tárgyalások hetedik fordulóján Észak-Korea beleegyezett, hogy felszámolja atomprogramját, bezárja njongbjoni reaktorát, cserébe 1 millió tonna fűtőolajért és egy makaói bankszámlán zárolt 25 millió dollárjáért.
- február 14. – Beiktatták hivatalába Türkmenisztán új elnökét, Gurbanguly Berdimuhamedow eddigi ügyvezető államfőt.
- február 15. – Magyarországon bevezetik a vizitdíj és kórházi napidíj fizetési kötelezettséget.
- február 16. – A magyar igazságszolgáltatás kínos melléfogását igazolva a rendőrség bejelenti, mégsem a Kaiser–Hajdú páros követte el a nyolc áldozattal járt móri bankrablást.
- február 19. – Az Alkotmánybíróság új tagja Trócsányi László; Kiss László mandátumát meghosszabbítják.
- február 22. – Kormányválság Olaszországban, távozik Romano Prodi olasz miniszterelnök, de a köztársasági elnök nem fogadja el lemondását.
- február 23. – Az ÁPV aláírja a Malév 99,95%-os részvénycsomagjának eladásáról szóló szerződést a pályázaton nyertes Borisz Abramovics Berezovszkij érdekeltségébe tartozó vevővel.
- február 24. – Az MSZP kongresszusa Gyurcsány Ferencet az MSZP elnökévé választotta a távozó Hiller István helyett, ezzel „összevonva” a pártelnöki és miniszterelnöki funkciókat.
- február 24. – A virginiai kongresszus mindkét háza bocsánatot kért azért a szerepért, amit a szövetségi állam játszott a feketék rabszolgasorban tartásában az USA-ban.
- február 26. – Hugo Chávez, Venezuela elnöke bejelenti, hogy államosítják az Orinoco torkolatvidékének addig nyugati olajvállalatok által művelt nagy olajmezőit. Később kivonult a Világbankból és az IMF-ből.
- február 26. – A hágai nemzetközi bíróság ítéletében nem teszi felelőssé Szerbiát a srebrenicai népirtásért.

### Március
- március 1. – A mandátumát kitöltő Járai Zsigmond után Simor András, a Deloitte elnöke lett a Magyar Nemzeti Bank elnöke.
- március 1. – A nemzetközi sarki év (IPY – International Polar Year) hivatalosan elkezdődött.
- március 2. – Több napon át tartó zavargások törnek ki Koppenhágában, miután a kormányzat kísérletet tesz egy ún. foglaltház kiürítésére.
- március 3. – „Ideiglenesen” megszűnt a személyszállítás 14 magyarországi vasútvonalon. A közlekedési minisztérium az utazók kis számára hivatkozva szüntette meg a vonalak finanszírozását.
- március 3. – Teljes holdfogyatkozás, Magyarországról teljes egészében látható.
- március 4. – Kisebbségi önkormányzatokat választottak Magyarországon. A cigány országos önkormányzat vezetéséért a Kolompár Orbán, illetve Farkas Flórián vezette listák versengtek.
- március 4. – Érvénytelenül ért véget a Pécsen tervezett NATO-radarról rendezett népszavazás. A résztvevők 94%-a a radar ellen szavazott.
- március 4. – Az észtországi parlamenti választásokon a jobboldali-centrista kormánykoalíció győz.
- március 5. – Lebontják a Koppenhágai „Punk palotát”.
- március 6. – Ledöntik a Ciprus három évtizedes megosztottságát jelképező betonfalat Nicosiában
- március 9. – Berlinben az Európai Unió államai megegyeznek, hogy átlagosan 20%-kal csökkentik az EU szén-dioxid-kibocsátását.
- március 10. – Eredménytelenül fejeződnek be a – Koszovó jövőjéről február 21-én kezdődött – szerb–koszovói tárgyalások Bécsben.
- március 15. – Megállapodtak az egységkormányról a palesztinok; melynek létrehozásáról már február elején megegyezett a Fatah és a Hamász, de a tárgyalások mostanáig elhúzódtak.
- március 15. – A nemzeti ünnepen zavargások törnek ki Budapesten, de erejük nem közelíti meg az őszi zavargások mértékét.
- március 15. – A pápa elfogadja Szabó Tamás püspök lemondását a Tábori püspökség vezetéséről.
- március 16. – Az ESA bejelenti, hogy a Mars Express mérései alapján a Mars déli pólusán található vízjég 4 km vastagságú.
- március 16. – A pekingi parlament az államival egyenrangúnak ismerte el a magántulajdont. A termőföld azonban tartósan állami tulajdonban marad.
- március 17. – Heten meghaltak, 13-an súlyosan megsérültek a szamarai repülőtéren bekövetkezett légi katasztrófában.
- március 18. – Finnországban a liberális Centrumpárt a szavazatok 23%-át megszerezve nyerte meg a választásokat.
- március 19. – Részleges napfogyatkozás a Távol-Keleten és Óceániában.
- március 23. – Az iráni haditengerészet 15 brit tengerészt ejtett fogságba. Lásd: Brit katonák 2007-es iráni foglyul ejtése.
- március 25. – Európában kezdetét veszi a nyári időszámítás.
- március 25. – Brigitte Mohnhauptot, az egykori RAF tagot 24 év után szabadon engedik az aichachi börtönből.
- március 26. – Észak-Írországban kiegyezett az északír konfliktus két esküdt ellensége, Gerry Adams katolikus vezető és a protestáns Ian Paisley, pártjaik részvételével közös kormányt alakítottak. Így ötévnyi szünet után megkezdhette működését a belfasti parlament, megszűnt London közvetlen irányítása.
- március 26. – Martti Ahtisaari – az ENSZ–főtitkár kosovoi különmegbízottja – benyújtja jelentését az ENSZ BT-nek.
- március 28. – A portugáliai Serpa városka mellett működni kezd a világ legnagyobb, 52 000 napelemből álló naperőműve.
- március 30. – A Kuncze Gábor-korszak után Kóka János gazdasági miniszter kerül az SZDSZ élére, Fodor Gábort csak a második fordulóban, csekély arányban megelőzve az elnökválasztáson. Fodor környezetvédelmi miniszter lett, Kóka pedig december elején kilépett a kormányból, Eörsi Mátyást váltva a frakcióvezetői poszton.

### Április
- április 2. – Walesben életbe lép a nyilvános helyen való dohányzás tilalma.
- április 2. – Erős földrengést követően 28 áldozatot követelő szökőár pusztít a Salamon-szigeteken.
- április 2. – Ukrajnában az elnök feloszlatta a parlamentet és előrehozott választásokat ír ki.
- április 3. – Az oroszlányi bányászzenekar kíséretével, fél év késéssel beindult az M4-es metróvonal alagútját fúró két fúrópajzs.
- április 3. – Egy átalakított TGV POS nagysebességű motorvonat Párizs és Strasbourg között 574,8 km/h-s rekordsebességre gyorsult egy kísérlet során.
- április 3. – A ENSZ Biztonsági Tanácsa megkezdi az Ahtisaari-javaslat tárgyalását.
- április 4. – Irán szabadon engedi a március 23-án elfogott brit tengerészeket.
- április 4. – Lemond miniszteri tisztségéről Molnár Lajos egészségügyi miniszter.
- április 5. – A kisebbségi jobbközép cseh kormány bevezeti a vizitdíjat, receptdíjat és napidíjat is tartalmazó, szociális juttatásokat megnyirbáló reformcsomagját, amely az egykulcsos adózást és a társasági adó-kulcsok csökkentését is tartalmazza. Bár a gazdaság kiemelkedően teljesít 2007 folyamán, Mirek Topolánek kormányának jelentősen csökken a népszerűsége.
- április 5. – A 120 tagú koszovói parlament 100:1 arányban úgy határoz, hogy támogatja az Ahtisaari-javaslatot, mivel az a nemzet érdekeivel összhangban áll. A parlament egyben elfogadja azt is, hogy amíg nem épül ki a javaslatban foglalt politikai és közigazgatási intézményrendszer, továbbra is működjenek Koszovó területén az ENSZ által felügyelt katonai és polgári szervek.

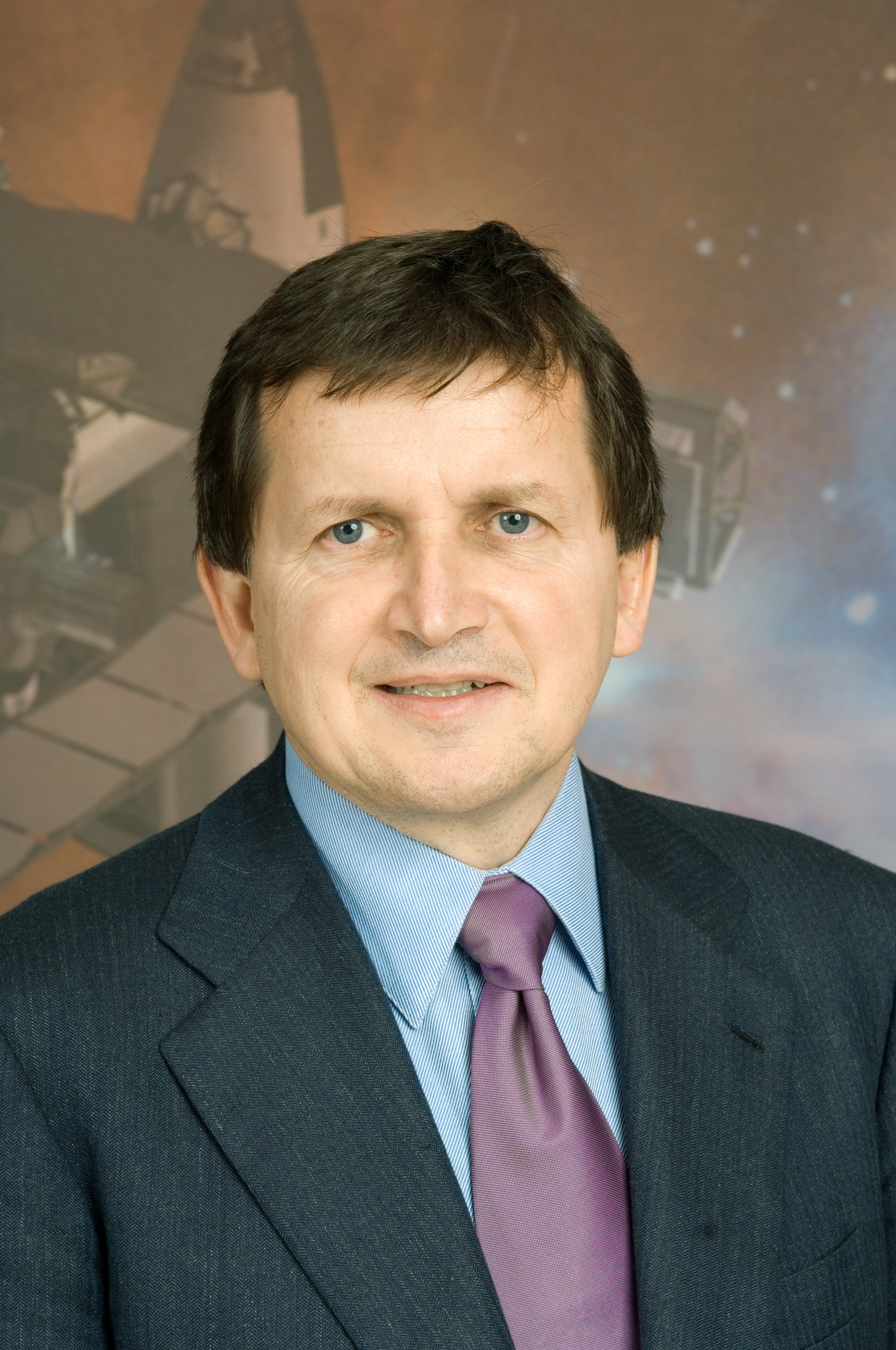
Charles Simonyi

- április 6. – Budapest és Pusztaszabolcs között forgalomba áll a MÁV új FLIRT típusú motorvonata.
- április 7. – Charles Simonyi űrrepülése (visszatérés: április 21.).
- április 7. – Debreceni lakásán meggyilkolták Balla Irma debreceni Fideszes képviselőnőt. A holttestet az áldozat fia, ifj. Schönstein Sándor találta meg.
- április 8. – Irán az USA ellenvetéseit figyelmen kívül hagyva elkezdi az urán ipari mértékű dúsítását.
- április 8. – Pokolgépes merényletben hat kanadai katona életét vesztette Dél-Afganisztánban.
- április 12. ‑ A visegrádi négyek és Ukrajna védelmi minisztereinek pozsonyi találkozója.
- április 15. – Vízre bocsátják az orosz Borej-osztály első egységét, a Jurij Dolgorukij atom-tengeralattjárót.
- április 16. – Kiképzésen részt vevő afgán rendőrök között robbantja fel magát egy öngyilkos merénylő kilenc embert megölve, és huszonötöt megsebesítve.
- április 16. – Egy diák ámokfutása 32 áldozatot követel a virginiai műszaki egyetemen.
- április 18. – az UEFA bizottsága Cardiffban kihirdette, hogy a Lengyelország – Ukrajna páros rendezi a 2012-es labdarúgó-Európa-bajnokságot.
- április 19. – A román parlament felfüggesztette tisztségéből Traian Băsescu román államfőt. Az elnök lemondás helyett népszavazást írt ki visszahívásáról. Ideiglenesen Nicolae Văcăroiu szociáldemokrata politikus vette át az államfői posztot.
- április 22. – A konzervatív Nicolas Sarkozy a szavazatok 31%-ával nyerte meg a francia elnökválasztás első fordulóját. A második fordulóba jutott még a 25%-ot szerzett szocialista Ségolène Royal is.
- április 23. – Elhunyt Borisz Jelcin volt orosz elnök (1991-1999), az orosz változások jellegzetes alakja, a csecsen felkelés leverője. (*1931. február 1.)
- április 23. – Letette hivatali esküjét Horváth Ágnes új egészségügyi miniszter.
- április 24. – Európai tudósok bejelentik, hogy Föld-típusú exobolygót fedeztek fel a 20 fényévnyire található Gliese 581 rendszerben.
- április 26. – Tallinnban zavargások törtek ki az észt főváros második világháborús szovjet hősi emlékművének egy városszéli katonai temetőbe való áttelepítése kapcsán. A háromnapos események során egy 19 éves fiatalember meghalt, 153-an pedig megsebesültek. Oroszország keményen bírálta az eset kapcsán Észtországot, egy időre leállította az olajszállítást, Moszkvában tüntetők blokád alá vették az észt nagykövetséget, orosz gépekről indított crackertámadások pedig megbénították egyes észt minisztériumok, pártok, bankok honlapját.
- április 27. – India GDP-je átlépte az ezermilliárd dollárt, a világon 12.-ként. Itt él ugyanakkor a Föld szegényeinek 44 százaléka, 800 millió ember.
- április 29. – Az iszlamista gyökerű Igazság és Fejlődés Pártja egyik vezetőjének, Abdullah Gül külügyminiszternek elnökjelöltsége elleni tiltakozásul milliós tüntetés volt Isztambulban. A júliusi előrehozott választáson az új parlament mégis elnökké választotta.
- április 30. – Ettől a naptól kezdve tilos a nyilvános helyen való dohányzás Észak-Írországban.

### Május
- május 1. – Egy majális alkalmából a XVIII. kerületben, a Nagybecskerek utcai Malév-pályán felállított légvárat a benne játszó gyerekekkel együtt nekilökött a szél egy korlátnak. Hét gyerek megsérült, köztük egy nyolcéves kisfiú agysérülést szenvedett, és két nappal később elhunyt a kórházban.
- május 1. – Hugo Chávez bejelenti, hogy Venezuela kilép a Világbankból.
- május 1. – Az iraki belügyminisztérium nyilvánosságra hozza, miszerint belharcok során lelőtték az al-Káida iraki vezetőjét (Abu Ajjub al-Maszrit) a fővárostól északra fekvő térségben.
- május 2. – Ismeretlenek ellopták Kádár János csontjait és felesége urnáját a fővárosi Fiumei úti temetőből.
- május 3. – Az ország Egyesült Királyságtól való elszakadását támogató Skót Nemzeti Párt a szavazatok 32,9%-ával győz a skóciai parlamenti választásokon.
- május 3. – Oroszország nem tájékoztatja többé NATO-partnereit csapatmozgásairól, miután Vlagyimir Putyin elnök meghirdette az európai hagyományos erőket korlátozó (CFE) szerződés teljesítésének befagyasztását.
- május 3. – Életét vesztette az északkelet-afganisztáni Fajzabádban egy cseh tiszthelyettes, amikor a heves esőzések következtében a közeli hegyről sárlavina zúdult le, s járművét maga alá temette.

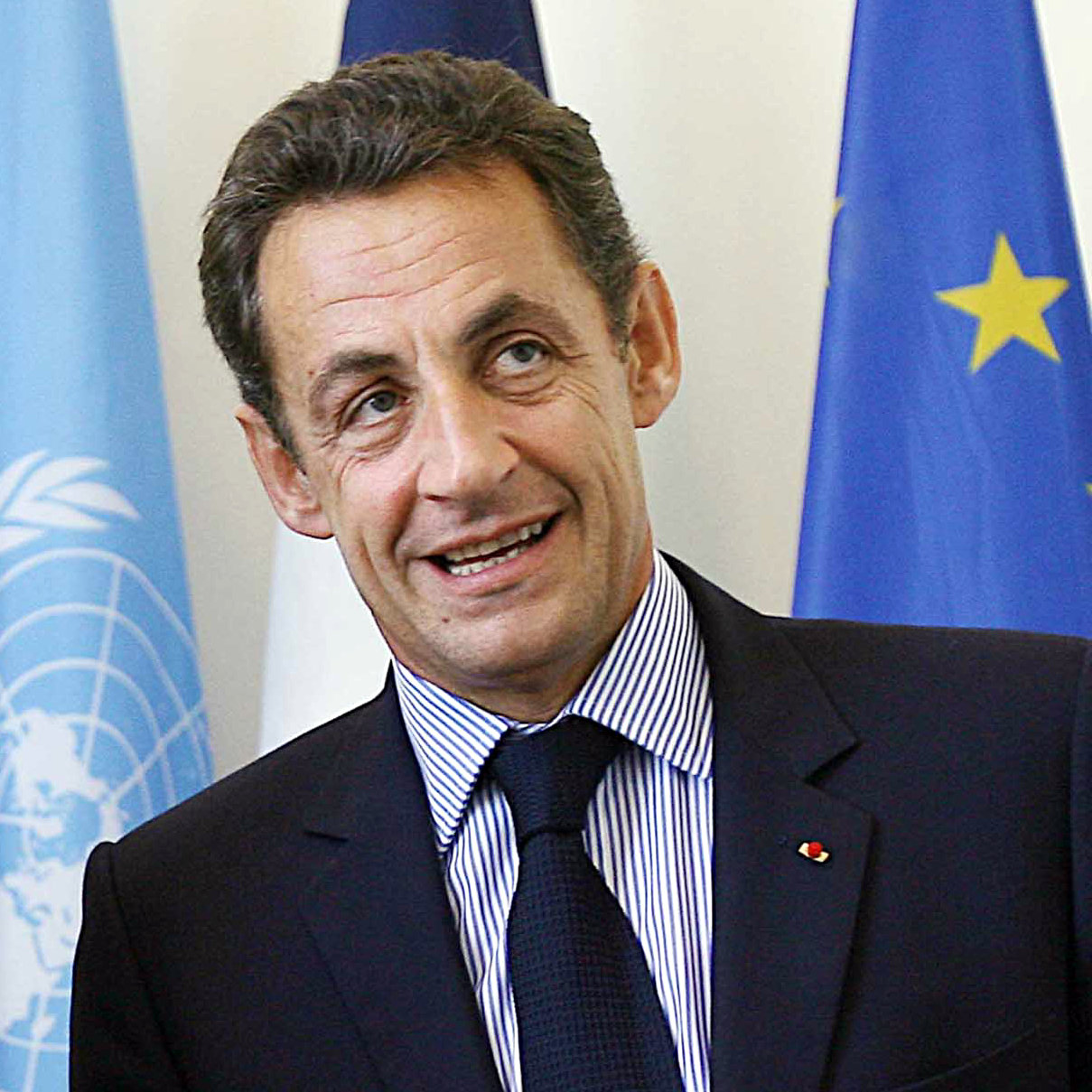
Nicolas Sarkozy

- május 4. – Skóciában a Skót Nemzeti Párt nyerte a törvényhozási választást, ám Skócia teljes függetlenségét célzó programjával kisebbségben maradt. Alex Salmond vezetésével alakítottak kisebbségi kormányt, aki hivatali ideje alatt a kérdést népszavazásra kívánja bocsátani.
- május 6. – Nicolas Sarkozyt, a bűnözés elleni kemény fellépést és a bevándorlás szigorítását előtérbe helyező belügyminisztert a szavazatok 53%-ával Franciaország elnökévé választják – az eredmény tükrözi, hogy nemcsak a szélsőjobboldali választók egy részét, hanem Ségolène Royal sok baloldali szavazóját is meggyőzte határozott fellépése. Győzelme nyomán zavargások törnek ki több francia városban. „Sarko” afféle hiperelnökként rendszeresen tematizálja a médiát, nyit az USA felé, aktivizálja a francia diplomáciát az EU-ban.
- május 7. – Fodor Gábor hivatalba lép környezetvédelmi miniszterként.
- május 7–25. – Az olaszországi Szardínia szigetén zajlik a SPRING FLAG '07 elnevezésű NATO többnemzeti légierő-gyakorlat.
- május 8. – Az Európai Bizottság kis módosítással jóváhagyta a 2007–2013 között 7 ezer milliárd forint uniós támogatás felhasználását lehetővé tevő Új Magyarország fejlesztési tervet.
- május 9. – A Nobel-békedíjas José Ramos-Horta, a kelet-timori elnökválasztás második fordulóját 70%-os támogatottsággal nyerte meg.
- május 10. – Tíz év és nyolc nap hivatalában eltöltött idő után beadja lemondását Tony Blair, az Egyesült Királyság miniszterelnöke.
- május 10. – Lopás gyanújával hallgatja ki a katonai ügyészség az OTP Bank Széna téri fiókjánál történt túszejtésnél helyszínelő egyik rendőrt.
- május 12. – A San José-i orosz nagykövetség épületének konzuli részlegében egy fegyveres kilenc embert ejtett túszul, akit a helyi rendőrség őrizetbe vett négy órával később.
- május 13. – Az SPD nyeri a brémai tartományi választásokat.
- május 14. – Magyarországon kirobban az ún. Zsanett-ügy.
- május 15. – A nemzeti nyomozóiroda egy volt rendőrt vett őrizetbe a 2002-es móri banki vérengzés újabb gyanúsítottjaként.
- május 16. – Jacques Chiracot tizenkét évi elnökség után Nicolas Sarkozy váltja a francia államfői székben.
- május 17. – Lemond a Világbank elnöki posztjáról Paul Wolfowitz. Bukását közvetlenül az okozta, hogy miközben a korrupció elleni harcot hirdetett, barátnőjét magas fizetéssel járó állásba helyeztette. Utódja július 1-jétől Robert Zoellick, a Goldman Sachs vezetője.
- május 17. – François Fillont nevezte ki kormányfőnek az új francia elnök, Nicolas Sarkozy.
- május 19. – Bagdadban hat – titkos fegyverraktárakat felderítő – amerikai katona és a tolmácsuk életét vesztette egy pokolgépes robbantásban, míg a német PRT három, szolgálaton kívüli katonája a kunduzi bazárban – egy öngyilkos merénylő által működésbe hozott robbanó szerkezet miatt – hal meg.
- május 19. – Gyurcsány Ferenc miniszterelnök menesztette Bene László országos és Gergényi Péter budapesti rendőrfőkapitányt.
- május 20. – Romániában népszavazáson 74,33%-kal bizalmat kap a parlament által korábban felfüggesztett Traian Băsescu államfő.
- május 20. – A 2007-es libanoni konfliktus kitörése.
- május 20. – Gyurcsány Ferenc miniszterelnök elfogadta Petrétei József lemondását.
- május 24. – A 2500. résszel lezárult a 48 éve tartó családregény – a Kossuth rádió népszerű sorozata – „A Szabó család”.
- május 24. – A konzervatív Fianna Fáil a szavazatok 41%-ával győz az ír választásokon.
- május 27. – Szeptember 30-ára rendkívüli választásokat írnak ki Ukrajnában.
- május 29. – A parlament döntése alapján határozatlan idejűek lesznek a magyarigazolványok.
- május 31. – A lett parlament (Saeima) elnökké választja Valdis Zatlerst

### Június
- június 1.- Bezárták az 1974. november 7-én átadott újpesti uszodát.
- A Fatah és a Hamász konfliktusa polgárháborúvá fajul, mely során a Hamász kiszorítja a vetélytárs szervezetet a Gázai övezetből.
- június 5. – Az alkotmánybíróság engedélyezi az aláírásgyűjtést a felsőoktatási tandíjról, illetve a vizitdíjról szóló népszavazás kezdeményezésére.
- június 10. – Szövetségi parlamenti választások Belgiumban.
- június 11. – Az egyiptomi részleges parlamenti választásokon súlyos szabálytalanságok történtek. A márciusi alkotmánymódosítás óta megszűnt a bírók kontrollja a választások fölött, vallási alapon nem működhet párt, független jelölt nem indulhat az államfői posztért és terrorizmus gyanújával bárkit bíróság elé lehet állítani.
- június 12–15. – CFE-konferencia Bécsben.
- június 13. – A magyar PRT elszenvedi az első személyi sérüléssel járó támadást.
- június 15. – Júliustól hatályos kormányátalakítást jelent be Gyurcsány Ferenc miniszterelnök. A Miniszterelnöki Hivatal vezetője Szilvásy György után Kiss Péter lesz, Szilvásy pedig tárca nélküli titokminiszter lett. Lamperth Mónika a szociális tárcához került, az ő helyére az Önkormányzati és Területfejlesztési Minisztérium élén Bajnai Gordon avanzsált.
- június 15. – Leszakad egy másfél kilométer hosszú híd több mint 150 méteres szakasza Kínában, miután egy teherszállító hajó a híd pillérének ütközik.
- június 15. – Kezdetét veszi az Európai Unió saját rendőri missziója Afganisztánban, amelynek keretében 160 rendőr érkezik az ázsiai országba.
- június 16. – A keletnémet utódpárti PSD és a nyugatnémet WASG egyesülésével megalakul a Baloldal (Die Linke) nevű formáció Németországban. Irányítói Oskar Lafontaine és Lothar Bisky társelnökök, frakcióvezetője Gregor Gysi.
- június 17. – Mahmúd Abbász palesztin elnök meneszti az Iszmail Hanije vezette koalíciós kabinetet, s helyére szükségkormányt nevez ki (Szalam Fajjad vezetésével).
- június 17. – Az ENSZ és az Afrikai Unió közös békefenntartó erőket küld a nyugat-szudáni Dárfúrba, ahol csaknem öt éve tart a polgárháború legalább 200 ezer áldozattal.
- június 18. – SPD-Zöld kormány alakul Brémában.
- június 22. – Sétálók találják meg a Duna-parton a súlyosan sérült Kármán Irén újságírót.
- június 23. – Az EU-csúcson a 27 tagállam vezetői megegyeznek az új európai szerződésről.
- június 24. – Halálra ítélik Vegyész Alit – Szaddám Huszein unokatestvérét – aki az irak–iráni háború idején elrendelte az Anfal-hadműveletet.
- június 25. – Az Országos Választási Bizottság engedélyezi a tandíjról, a kórházi napidíjról és a vizitdíjról szóló népszavazásokat indítványozó aláírások gyűjtését.
- június 25. – Ötvenen meghaltak – köztük az al-Káidával szembekerült, az amerikai és iraki haderőkhöz pártolt hat szunnita törzsi vezető – abban a pokolgépes merényletben, melyet egy öngyilkos merénylő hajtott végre egy bagdadi hotelben.
- június 25. – Az osztrák OMV bejelenti egyesülési szándékát a MOL Magyar Olaj- és Gázipari Nyrt.-vel. A menedzsment és a kormányfő a közeledést ellenségesnek minősítette, a magyar cég felvásárolta és baráti cégeknek kölcsönadta saját részvényeinek 43 százalékát. Kormánykezdeményezésre az Országgyűlés megalkotta a „lex Mol”-t, a hazai stratégiai fontosságú cégek felvásárlásának megnehezítésére – ezt az Európai Bizottság több ponton is a szabad tőkeáramlás alapelvével ellentétesnek találta.
- június 26. – Csípőtöréssel kórházba szállítják II. Albert belga királyt.
- június 26. – Dunaújvárosban megkezdte a termelést a Hankook gumiabroncsgyára, amely a világon a hetedik legnagyobb.
- június 26. – Szekeres Imre honvédelmi miniszter Moszkvában bejelenti, hogy Magyarország 2009-ben végleg kivonja hadrendjéből a MiG–29 típusú vadászrepülőgépeket.
- június 27. – Tony Blair benyújtja lemondását, szavahihetőségét vesztett politikusként távozik. Gordon Brown lesz Nagy-Britannia új miniszterelnöke, aki ígéretes kezdés után az év végére népszerűségének 19 éves mélypontjára viszi a Munkáspártot.
- június 29. – Móse Kacav izraeli államfő átadta lemondását Dalia Icik izraeli parlamenti elnöknek.
- június 29. – Megkezdik az első iPhone-ok értékesítését, elkezdődik az "okoseszközök forradalma".
- június 30. – Több sikertelen merényletkísérlet London belvárosában és a glasgowi repülőtéren.

### Július
- július 1. – Portugália fél évre az Európai Unió elnöke lesz.
- július 1. – Várossá nyilvánítják Törökbálint, Alsózsolca, Körösladány, Ács, Maglód, Biatorbágy, Bük és Mándok településeket. Ezzel 298-ra emelkedik magyarországi városok száma.
- július 1. – E naptól egész Nagy-Britanniában tilos a nyilvános helyen való dohányzás.
- július 1. – Robert Zoellick a Világbank új, 11. elnöke.
- július 1. – Az újonnan megalapított MÁV-START Zrt. veszi át a magyarországi vasúti személyszállítás üzemeltetését.
- július 3. – Iszlámábád Vörös Mecsetében barikádozták el magukat azok a szélsőséges iszlámisták akik – az afganisztáni tálibokéhoz hasonló – fundamentalista iszlám törvénykezést követelnek Pakisztánban.
- július 4. – Szocsi kapja a 2014. évi téli olimpiai játékok rendezési jogát.
- július 5. – Egy bükkábrányi bányagödörből több millió éves mocsárciprusok kerülnek elő.
- július 5–8. – Élénk tiltakozások és atrocitások kíséretében zajlik le a XII. Leszbikus, Meleg, Biszexuális és Transznemű Fesztivál.   Archiválva 2009. július 1-i dátummal a Wayback Machine-ben

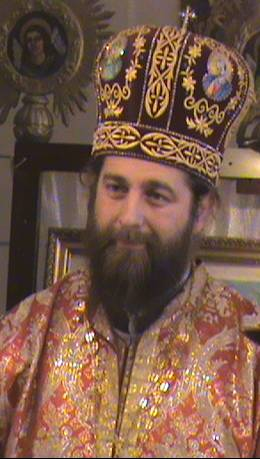
Siluan Mănuilă püspök

- július 7. – A Live Earth keretében hét kontinensen egy időben koncerteztek együttesek, hogy a globális felmelegedési válságra felhívják az emberek figyelmét.
- július 7. – Elkezdődik az évek óta doppingbotrányokkal tarkított Tour de France, a leleplezések ezúttal sem maradnak el.
- július 8. – Beiktatják hivatalába az új gyulai román ortodox püspököt, Siluan Mănuilă–t.
- július 9. – Felfedezik a bükkábrányi mocsárciprus-erdőt.[2]
- július 10. – Sólyom László köztársasági elnök meghívására kétnapos hivatalos látogatást tesz Magyarországon Viktor Juscsenko ukrán államfő.
- július 11. – A pakisztáni hadsereg két napi ostrom után ellenőrzés alá vonta a fundamentalisták szentélyét, a Vörös Mecsetet; az összecsapások során 73 iszlám fegyveres és kilenc katona esett el.
- július 12. – A Fővárosi Bíróság bejegyzi a Magyar Gárda Kulturális Hagyományőrző Egyesületet, mely a Jobbik Magyarországért Mozgalom elnökének – Vona Gábornak – a vezetésével alakul meg. A Fővárosi Főügyészség december közepén az egyesületi törvény megsértése miatt kezdeményezte a bíróságon a gárda betiltását.
- július 14. – A francia államfő (Nicolas Sarkozy) meghívására először vonulnak fel – a francia nemzeti ünnepen – a párizsi Champs-Élysées-n együtt az Európai Unió 27 tagállamának katonái – köztük az MH Támogató Dandár egy díszzászlóalja – a francia alegységekkel.
- július 15. – Simón Peresz lesz Izrael kilencedik elnöke.
- július 16. – 6,8-es erősségű földrengés rázza meg Japán északnyugati részén található Niigata tartományt; jelentős károk keletkeznek a Kasivazaki város melletti atomerőműben.
- július 17. – Vegyi riadót rendelnek el Ukrajnában – a Lvivi területen fekvő Buszk közelében – miután felborul egy foszfort szállító vasúti szerelvény és annak öt tartálykocsija kigyullad.
- július 18. – Erőteljes robbanás rázta meg a New York-i Manhattan városrész központját – közel a Grand Central vasúti pályaudvarhoz –, amikor felrobban egy transzformátor.
- július 19. – Heten meghaltak, 19-en megsebesültek egy Makó közeli buszbalesetben.
- július 20. – Magyarországon megdől a hőségrekord. A Kiskunhalason mért 41,9 °C a valaha mért legmagasabb érték az ország területén.
- július 20. – Az ENSZ Biztonsági Tanácsa – miközben Oroszország elutasítása miatt elveti az Ahtisaari-javaslatot – az újabb tárgyalások folytatására egy újabb közvetítő missziót (ún. „trojka”) jelöl ki az EU, az USA és Oroszország részvételével.
- július 22. – Törökországban a voksok 47%-ával és a mandátumok abszolút többségével győz a kormányzó Igazság és Fejlődés Pártja.
- július 24. – Több mint nyolcévi fogság után hazaérkeznek (Szófiába) és elnöki kegyelemben részesülnek azok a bolgár ápolónők és arab orvos akiket a líbiai ügyészség 438 gyermek – HIV-vírussal való – megfertőzésével vádol.
- július 24. – A dunaújvárosi Pentele híd és a csatlakozó M8-as autópálya 5,2 km szakaszának átadása.
- július 27. – augusztus 5. – Művészetek Völgye
- július 29. – Súlyos vereséget szenved a japán felsőházi választásokon, 1955 óta először elveszíti a többségét a Liberális Demokrata Párt.
- július 30. – meghalt Michelangelo Antonioni olasz filmrendező és Ingmar Bergman svéd filmrendező
- július 31. – London befejezettnek nyilvánítja a 38 éve tartó – minden idők leghosszabb brit hadműveletét – a Lobogó elnevezésű akciót.

### Augusztus

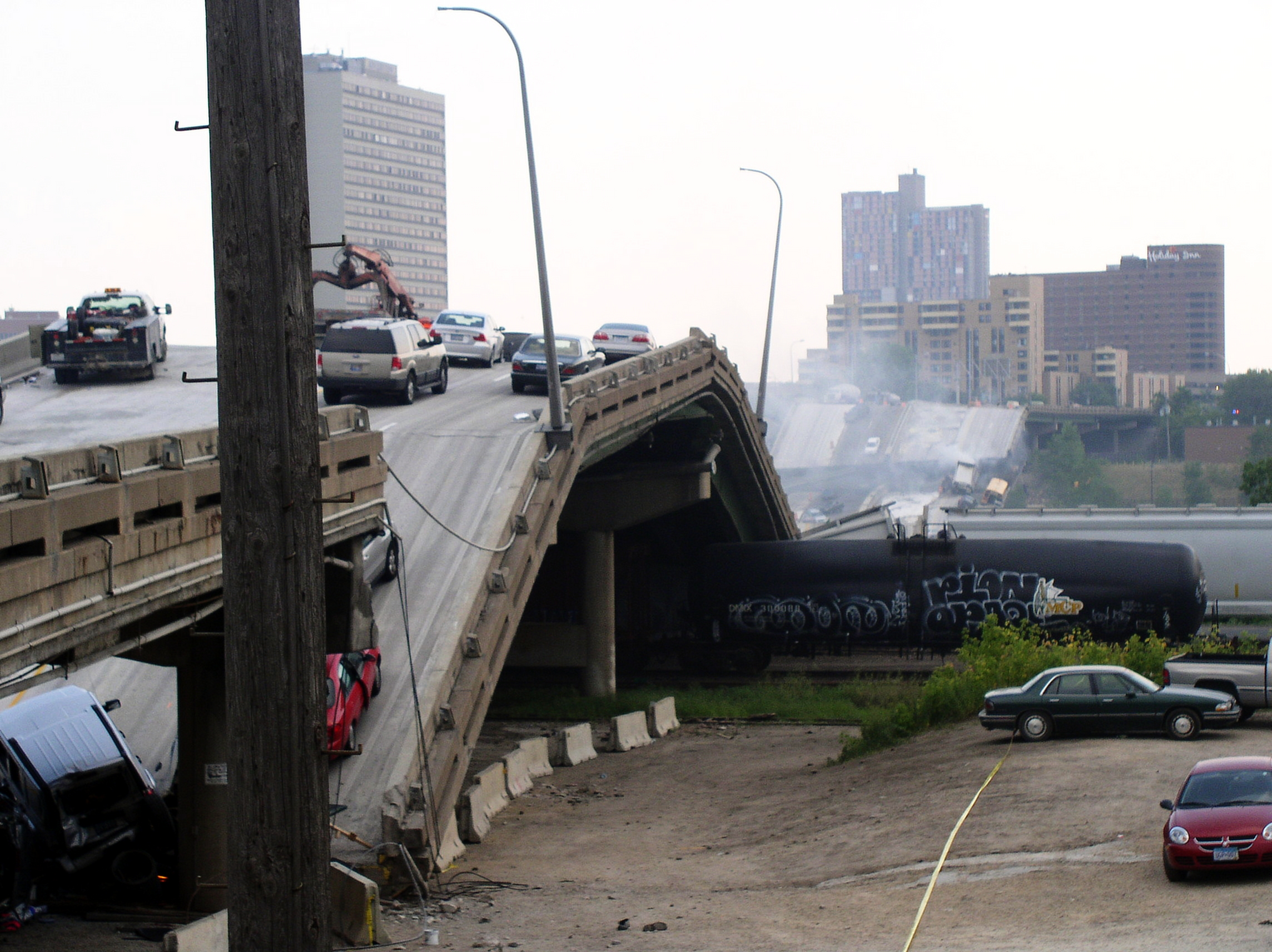
Mississippin átívelő 35W jelű híd

- augusztus 1. – Diplomáciai-tudományos csata bontakozik ki az Északi-sark bányászati jogáért, miután egy expedíció titánból készített orosz zászlót helyezett el az Északi-sarkon, a tengerfenéken. A misszió célja az volt, hogy bebizonyítsa, hogy a sarkponton átvezető két hátság a szibériai kontinentális talapzat részét képezi.
- augusztus 1. – Leszakad egy, a Mississippi folyón átívelő 35W jelű, kétszer négysávos államközi út hídja Minnesota állambeli Minneapolisban az esti csúcsforgalom idején.
- augusztus 1. – A cserkészek megalakulásuk 100. évfordulóját világszerte megünnepelték.
- augusztus 1. – Mazár-e Sarifban Dieter Warnecke dandártábornok veszi át Josef D. Blotz dandártábornoktól az Északi Regionális Parancsnokság parancsnoki beosztását.
- augusztus 2. – a Mattel 1,5 millió kínai gyártású, ártalmas mennyiségű ólmot tartalmazó gyerekjátékot kényszerült visszahívni az üzletekből.
- augusztus 3. – Száj- és körömfájás-járványt észleltek egy brit farmon. Gordon Brown összehívta a COBRA ülését.
- augusztus 1–4. – Mr. Gay Europe, meleg férfiak európai szépségversenye a Budapesti Melegnapok keretében (július 29.–augusztus 5.). előzetes beszámoló a Velveten 1., 2., 3.
- augusztus 4. – Szlovéniában betiltják a vendéglátóhelyeken való dohányzást.
- augusztus 5. – Álarcos fegyveresek elrabolnak négy értékes képet – két Bruegel, egy Alfred Sisley és egy Claude Monet képet – a nizzai szépművészeti múzeumból.
- augusztus 5. – Ehúd Olmert izraeli miniszterelnök egy palesztin történelmi városba, Jerikóba érkezett, s így több mint 7 éve ő az első, aki meglátogatja Palesztinát vagy a gázai térséget.
- augusztus 5–6. – Camp Davidben tanácskozik George W. Bush amerikai és Hamid Karzai afgán elnök.George W. Bush és Hamid Karzai (2007. augusztus 6.)

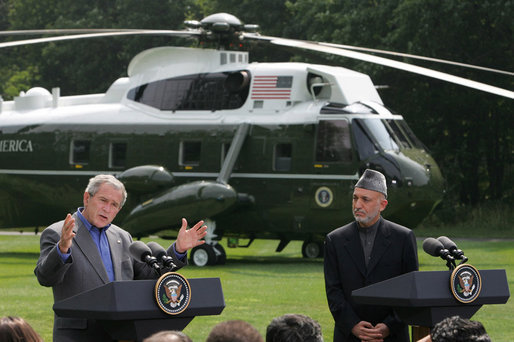
George W. Bush és Hamid Karzai (2007. augusztus 6.)

- augusztus 6. – Két Szu–25-ös típusú harci gép orosz felségjelzéssel behatol Grúzia légterébe, és rakétatámadást hajt végre egy nagy teljesítményű radarállomás ellen Gori városa körzetében.
- augusztus 7–15. – 15. Sziget Fesztivál, Budapest
- augusztus 7. – Megkezdi munkáját a Gripen-bizottság Vadai Ágnes, honvédelmi államtitkár vezetésével.
- augusztus 7. - Bontani kezdik a Skála Budapest Nagyáruházat, a "budai Skálát".
- augusztus 8. – Átadják a Kőröshegyi völgyhidat.
- augusztus 9. – Kormányválság Lengyelországban – Lech Kaczyński államfő megegyezik az előrehozott választásokról az ellenzék vezetőjével.
- augusztus 11. – A Der Spiegel című újság közzéteszi azt a nem sokkal azelőtt felfedezett írásbeli utasítást, amely NDK határőrségében szolgáló Stasi-tagok számára parancsba adja a menekülők lelövését a berlini falnál és a belnémet határon.
- augusztus 13. – Negyven utas könnyebb sérüléseket szenved, amikor egy Isztambulból induló komp összeütközik az ukrán „Szemjon Rudnyev” nevű teherhajóval.
- augusztus 13. – Karl Rove – az amerikai elnök legfőbb tanácsadója – bejelenti, hogy augusztus végén lemond tisztségéről.
- augusztus 13. – Kisiklik a Moszkvából Szentpétervárra tartó „Nyevszkij Expressz” Malaja Visera közelében, mikor egy házilag készített szerkezet felrobban alatta.
- augusztus 15. – Dániában betiltják a vendéglőkben, munkahelyeken és egyéb nyilvános helyeken való dohányzást.
- augusztus 15. – A Richter-skála szerinti 7,9-es erejű földrengés rázza meg Peru Csendes-óceán menti vidékét.
- augusztus 18. – Az előre hozott kazah parlamenti választást Nurszultan Nazarbajev államfő Nur-Otan pártja nyeri.
- augusztus 19. – A thaiföldiek népszavazáson elfogadják az ország új alkotmányát.
- augusztus 20. – Harminchét év után – hagyományteremtő szándékkal – Budapesten a Kossuth tér helyett a Hősök terén rendezik meg – 109 honvéd-, illetve határőrtiszt részvételével – a tisztavatást.
- augusztus 20–29. – Szekeres Imre honvédelmi miniszter – Cao Gangchuan vezérezredes, kínai honvédelmi miniszter meghívására – hivatalos látogatáson vesz részt Kínában.
- augusztus 21. – Angela Merkel német kancellár először látogat Magyarországra, ahol 6 órás villámlátogatása során találkozik Gyurcsány Ferenc kormányfővel, Sólyom László államfővel és Orbán Viktorral.
- augusztus 21. – december eleje között Leonardo-kiállítás fut Debrecenben, Az igazi Da Vinci címmel. A 280 millió forintba került tárlatot 162 ezren tekintették meg.
- augusztus 24. – Átadják az M7 autópálya Nagykanizsa és Becsehely közötti 17,3 km-es szakaszát.Görögországi tűzvészek 2007 nyarán

Görögországi tűzvészek 2007 nyarán

- augusztus 25. – Kosztasz Karamanlisz rendkívüli állapotot hirdetett ki Görögországban az egész nyáron, de augusztus két hetében különös erősséggel tomboló tűzvészek miatt, melyek 66 emberéletet követeltek, a GDP 1%-ának megfelelő kárt okoztak, és mintegy 400 ezer hektárnyi területet pusztítottak el a Peloponnészosz-félsziget déli és nyugati részén, Athén környékén és Évia szigetén. A kormányzati tétlenkedés ellenére az előrehozott parlamenti választásokon csekély többséggel ugyan, de újra Karamanlisz alakíthatott kormányt.
- augusztus 25. – A budai Várban, a Sándor-palota előtt tesznek esküt a frissen megalakuló Magyar Gárda tagjai.
- augusztus 28. – Megérkezik Camp Pannóniába az MH Tartományi Újjáépítési Csoport harmadik váltásának (PRT3) első csoportja.
- augusztus 29. – Az FHB Jelzálogbank Nyrt. állami többségét váratlanul tőkepiacon értékesítik, az érte kapott 67 milliárd forintot adósságtörlesztésre fordította az állam.
- augusztus 29. – A Fővárosi Ítélőtábla elutasította az autópálya-építő cégek fellebbezését a sztrádakartell-ügyben, ezzel jóváhagyta a Gazdasági Versenyhivatal által azokra mért mintegy 7 milliárd forintos kartellbírságot.
- augusztus 31. – Átadják az M3 autópálya Görbeháza és Nyíregyháza közötti szakaszát.
- augusztus 31. – Roland Kather német altábornagyot Xavier de Marnhac francia altábornagy váltja a KFOR parancsnoki székben.

### Szeptember
- szeptember 1. – A júniusban az NBH élére megbízott főigazgatóként került Laborc Sándor vezénylésével életbe lépett annak új szervezeti rendszere.
- szeptember 2. – Az Eurostar a London és Dover közötti új gyorsvasúti pályán haladva 2 óra 3 percre rövidíti a London és Párizs közötti utazás időtartamát.
- szeptember 3. – Megkezdődnek a Panama-csatorna kiszélesítésének, a hozzá tartozó új zsiliprendszer építésének munkálatai. Az 5,2 milliárd dollárosra tervezett beruházás célja, hogy 2014-re a legnagyobb tankerek számára is átjárható legyen a csatorna.
- szeptember 4–13. – Román–magyar közös hadgyakorlat a Bakonyban.
- szeptember 6. – Meghalt Luciano Pavarotti világhírű operaénekes.
- szeptember 6–9. – A kanadai Victoriában tartja éves informális tanácskozását a NATO Katonai Bizottsága.
- szeptember 7. – Feloszlatja magát Lengyelország parlamentje, a Szejm. A parlamenti pártok előrehozott választásokban egyeznek meg.
- szeptember 7–9. – XVI. Benedek pápa ausztriai látogatása.
- szeptember 10.
  - Másodszorra is elfogadta az Országgyűlés az állami vagyonról szóló törvényt.
  - Navaz Sarif volt pakisztáni kormányfőt néhány órával hazaérkezése után kitoloncolták Szaúd-Arábiába.
- szeptember 12.
  - Benyújtja lemondását Mihail Fradkov orosz miniszterelnök, amit Vlagyimir Putyin államfő elfogad.
  - Daniel Ciobotea – Moldva és Bukovina metropolitája – személyében megválasztják az új román ortodox pátriárkát.
- szeptember 13. – A 4-es metró egyik alagútfúró szerkezete áttöri a Tétényi útnál – 14 méter mélyen – kialakítandó metróállomás betonfalát.
- szeptember 14. – Japánból elindult a sokat halasztott SELENE holdszonda.
- szeptember 16.
  - Előre hozott parlamenti választások Görögországban.
  - Ernest Bai Koroma ellenzéki jelölt győz a Sierra Leonéban rendezett elnökválasztáson.
- szeptember 17. – Han Tokszu dél-koreai kormányfő Budapesten tárgyal magyar partnerével, Gyurcsány Ferenccel.
- szeptember 19.
  - Csalás gyanújával előzetes letartóztatásba helyezik Zuschlag János volt MSZP-s országgyűlési képviselőt.
  - Urmas Paet külügyminiszter bejelenti, miszerint Észtország nem járul hozzá, hogy a Balti-tengeren át húzódjék a Németországba irányuló Északi Áramlat gázvezeték.Tüntetés Rangunban

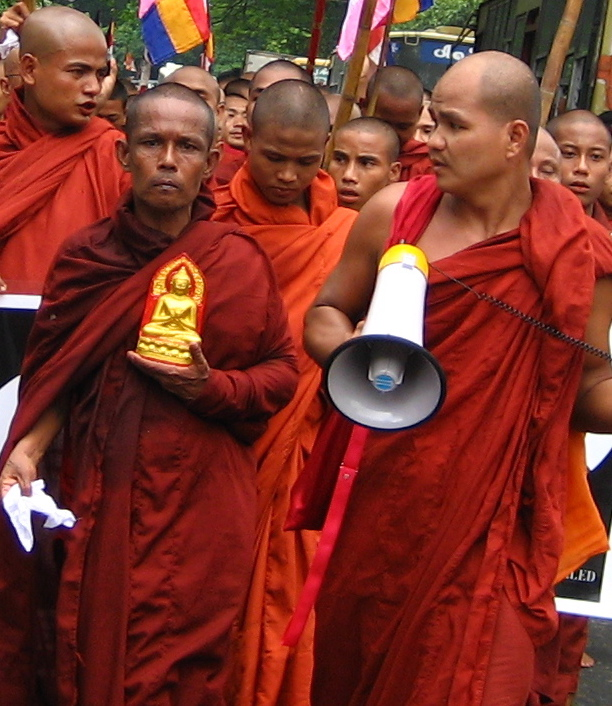
Tüntetés Rangunban

- szeptember 20–21. – Sólyom László köztársasági elnök Keszthelyen részt vesz a Visegrádi Csoport tagállamai köztársasági elnökeinek találkozóján.
- szeptember 21. – Hívószámának azonosítását követően a rendőrség elfogja azt a férfit, aki egy nappal korábban bombarobbantással fenyegette meg a Parlamentet.
- szeptember 22. – Részleges (85%-os) napfogyatkozás, jól látható Dél-Amerikából és az Antarktiszról.
- szeptember 23. – Szávay Ágnes megnyeri a pekingi tenisztornát. A 18 éves teniszezőnő a 2006-os 253. helyről 2007-re a 19. helyre jön fel.
- szeptember 24. – Több mint százezren demonstrálnak a korábbi mianmari fővárosban – Rangunban (Yangon) – a hatalmon lévő katonai junta ellen, a két évtizede legnagyobb létszámú tüntetés élén több ezer buddhista szerzetes halad.
- szeptember 25.
  - Budapesten, a szlovák nagykövetség előtt – a Beneš-dekrétumok megerősítése elleni tüntetésen – megtámadják és majdnem megverik a szlovák köztelevízió munkatársait.
  - Az ENSZ Biztonsági Tanácsa elfogadja az 1778. számú határozatot, amely jóváhagyja hogy Kelet-Csádban és a Közép-afrikai Köztársaság északkeleti részén alakítsanak ki többdimenziós jelenlétet.
- szeptember 26.
  - Rangunban a katonák először gumibotokkal támadnak a tüntetőkre – köztük a soraikban megjelenő szerzetesekre –, később könnygázt is bevetnek, majd lövéseket is leadnak; a mianmari helyzet miatt rendkívüli ülésre hívják össze az ENSZ Biztonsági Tanácsát.
  - A Vietnám déli részén fekvő Cần Thơ városában összedől egy, a Bassac- (Hậu-) folyóra tervezett, építés alatt álló híd.
- szeptember 30.
  - Előrehozott parlamenti választások Ukrajnában.
  - Beiktatják hivatalába az új román pátriárkát, Daniel Ciobotea – korábbi metropolitát – a bukaresti ortodox patriarkális székesegyházban.

### Október
- október 1. – Libanoni katonák elfogják a Fatah al-Iszlám szervezet katonai vezetőjét, Naser Ismailt az észak-libanoni Baddávi palesztin menekülttáborban.
- október 1. – Az amerikai vezérkari főnökök egyesített bizottságának elnökét, Peter Pace vezérezredest Mike Mullen tengernagy váltja fel.
- október 5–7. – Budapesten negyedik alkalommal rendezik meg a Rubik-kocka-világbajnokságot, melyen a magyar csapat 4 arany- és két ezüstéremre tesz szert.
- október 6. – Négyszemközti beszélgetést folytat Gyurcsány Ferenc magyar kormányfő Bill Clintonnal a Parlamentben.
- október 9. – Száműzetésben élő tibeti tüntetők hatolnak be Kína újdelhi nagykövetségre, többen hozzáláncolják magukat a zászlótartó oszlophoz, mások festékszórókkal „Szabadítsátok fel Tibetet” feliratot mázoltak a képviselet falára.
- október 10. – A rejtvény-világbajnokság 15 éves történetében először nyeri el magyar az első helyet Rio de Janeiróban, Madarassy Pál közgazdász személyében.
- október 10. – A korrupciós botrányba keveredő Decebal Traian Remeş román mezőgazdasági miniszter benyújtja lemondását.
- október 11. – Az Európai Bíróság döntése alapján nem ellenkezik az uniós előírásokkal az iparűzési adó.
- október 11. – Bagdadtól északra, a Szarszár-tónál tizenöt – nő és gyermek –, valamint 19 lázadó fegyveres életét veszti az al-Káida ellen intézett amerikai légitámadásban.
- október 11. – Az észak-indiai Ajmer város muszlim mecsetében tartott vallási összejövetelen ketten vesztik életüket és többen megsebesülnek, mikor terroristák pokolgépet robbantanak.
- október 13. – Lőkösházán elhelyezik azt az alapkövet, amely egy 100 férőhelyes templom későbbi helyét jelöli.
- október 13. – A tököli Fiatalkorúak Büntetés-végrehajtási Intézetében, egy – a mindössze két hetet töltő – 19 éves fiatalembert zárkatársai felakasztanak.
- október 14. – Hatan meghalnak és többen megsebesülnek, mikor az indiai Pandzsáb szövetségi állam Ludhijana városának egyik mozijában pokolgép robban.

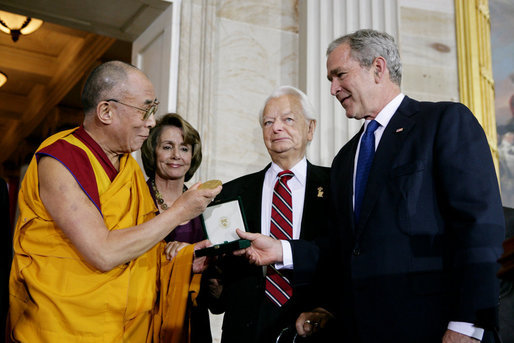
George W. Bush és a dalai láma (2007. október 17.)

- október 15. – A Vadai Ágnes-vezette vizsgálóbizottság számos szabálytalanságot mutatott ki a Gripen vadászgépek 2001-es beszerzése és a 2003-as szerződésmódosítás kapcsán, ám a korrupciós gyanút nem vizsgálta.
- október 15. – Nagy felhajtás közepette átadták az Airbus toulouse-i székhelyén az első A380-as óriás utasszállító repülőgépet, ami két héttel később indult először menetrend szerint Szingapúrból Sydneybe.
- október 16. – Az Egyesült Államok elnöke, George W. Bush az elnöki rezidencián fogadja a száműzetésben élő tibeti vallási és politikai vezetőt, a 14. dalai lámát, október 17-én pedig Washingtonban, az elnök jelenlétében átnyújtják neki az amerikai törvényhozás civileknek adományozható legmagasabb kitüntetését, a Kongresszusi Aranyérmet.
- október 16. – Újra Julija Timosenko és Viktor Juscsenko koalíciója hozhatott alakíthatott kormányt Ukrajnában. Az új parlament november végén ült össze.
- október 16. – Sólyom László köztársasági elnök – hivatalos bosznia-hercegovinai programja során – látogatást tesz a Szarajevóban állomásozó MH EUFOR-század állományánál.
- október 17. – A török parlament felhatalmazást ad a török hadseregnek, hogy katonai akciókat hajtsanak végre Észak-Irakban a törökországi kurd szakadárok ottani támaszpontjainak megsemmisítésére.
- október 18. – Pakisztánban 139 halálos áldozatot követelő merényletet hajtottak végre a Benazír Bhutto hazatérését ünneplő tömegben.
- október 18. – Szekeres Imre – delegáció élén – hivatalos látogatásra Törökországba utazik, ahol Hayati Yazici miniszterelnök-helyettessel, Vecdi Gönül védelmi miniszterrel és Köksal Toptan parlamenti elnökkel tárgyal.
- október 19. – Megkezdődik a Fidesz aláírásgyűjtő kampánya a tandíj, a kórházi napidíj és a vizitdíj eltörléséért lebonyolítandó népszavazás kiírásáért.
- október 21. – A török hadsereg 23 kurd lázadóval végez azt követően, hogy a hajnali órákban 12 török katonát öltek meg kurd lázadók Törökország délkeleti részében, az iraki határ közelében, Hakkari tartományban. Recep Tayyip Erdoğan kormányfő rendkívüli ülésre hívja össze kormánya tagjait, hogy az esetleges válaszlépésekről döntsenek.
- október 21. – Lengyelországban a konzervatív-liberális Polgári Platform (PO) 41,23%-kal győz az előrehozott választásokon. A kormányzó nacionalista-konzervatív Jog és Igazságosság (PiS) 32,19%-kal a második.
- október 21. – Svájcban a Christop Blocher vezette jobboldali Néppárt (SVP) tovább erősödve a szavazatok 29%-át szerezte meg, ezzel 62-ra növelve képviselőinek számát a 200 fős parlamentben. Rasszista hangvételű kampánya nagyrészt a külföldiekkel szembeni önvédelem fontosságáról szólt. Blocher decemberben kivonult a hagyományos négypárti koalícióból.
- október 21. – Kimi Räikkönen nyeri a Formula–1-es világbajnokságot.
- október 21. – Győrfi Alen gyorsaságimotoros európa-bajnok lesz.
- október 22. – A rendőrség a Nagymező utcában könnygázzal és vízágyúkkal feloszlatja a Toroczkai László vezette tüntetők csoportját, megakadályozva ezzel, hogy eljussanak az operaház elé, ahol Gyurcsány Ferenc miniszterelnök mond beszédet. Az események során öten sérülnek meg, többségében újságírók (a Népszabadság, a Népszava, a Reuters és a Hírszerző internetes hírportál munkatársa).
- október 23. – Katonai tiszteletadás mellett vonják fel a Magyar Köztársaság lobogóját az Országház előtti Kossuth Lajos téren az 1956-os forradalom és szabadságharc 51., illetve a Magyar Köztársaság kikiáltásának 18. évfordulóján, miközben tucatnyi tüntető Gyurcsány-ellenes jelszavakat skandál.
- október 24. – A Fidesz leadja 314 000 aláírást tartalmazó, népszavazást kezdeményező gyűjtőíveit az Országos Választási Bizottságnál.
- október 24–25. – A NATO-tagországok védelmi minisztereinek informális találkozója a hollandiai Noordwijkban.
- október 25. – A felemás hazai árampiaci nyitást jelzi, hogy az MVM Villamosenergia-kereskedelmi Zrt. 163 milliárd forint bevételt elért áramárverésén dőlt el, hogy 2008-ban 20–40 százalékkal fog nőni a villamos energia ára.
- október 25. – Országos vasutassztrájk reggel 6 és 8 óra között a mellékvonalak tervezett bezárása ellen.
- október 25. – Zdravko Ponos altábornagy, a szerb hadsereg vezérkari főnöke – Zomboron – egynapos, határmenti találkozón fogadja Havril András vezérezredest.
- október 25–26. – Kétnapos magyarországi hivatalos látogatásra érkezik Anatolij Szergyukov orosz védelmi miniszter.
- október 26. – A kuruc.info felhívására szélsőséges jobboldali csoportok megkísérlik blokád alá venni az Erzsébet hidat. A rendőrség meghiúsítja az akciót.
- október 30. – A Nemzetközi Labdarúgó-szövetség Brazíliát jelöli ki a 2014-es labdarúgó-világbajnokság helyszínéül.
- október 31. – Az olasz kormány rendeletet ad ki a „közrendet veszélyeztető EU-állampolgárok” – az országból történő – azonnali kitoloncolásáról.

### November
- november 1. – A grúz parlament és a kormány közös ülése úgy határoz, hogy Grúzia egyoldalúan felmondja az 1992 óta Dél-Oszétiában tartózkodó orosz békefenntartók tevékenységét.
- november 2–7. – Tüntetés Grúziában, a hatalmon lévő elnök – Miheil Szaakasvili – lemondását követelve.
- november 3. – Az észak-iraki kurd regionális kormány bezáratja a Kurd Munkapárttal (PKK) szimpatizáló Kurdisztáni Demokratikus Megoldás Pártja (KDSP) észak-iraki irodáit. Tayyip Erdogan és George W. Bush tárgyalása

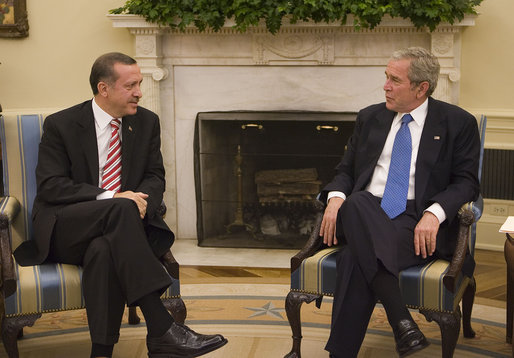
Tayyip Erdogan és George W. Bush tárgyalása

- november 3. – Musarraf pakisztáni elnök rendkívüli állapotot vezet be, felmenti a Legfelsőbb Bíróság elnökét, felfüggeszti az alkotmányt, s beszüntetik a magántévék sugárzását.
- november 4. – Nicolas Sarkozy francia elnök egynapos látogatásra Csádba érkezik, ahol Idriss Déby Itno csádi államfővel tárgyal. A tárgyalást követően, azzal a három francia újságíróval és négy spanyol légikísérővel hagyja el az országot elnöki különgépén, akiket – október 25-én vettek őrizetbe és – csádi gyerekek Franciaországba történő csempészetével vádoltak meg.
- november 4. – Talmácsi Gábor a MotoGP valenciai nagydíján 2. helyen fut be Hector Faubel mögött. Ezzel az eredménnyel Talmácsi lett az első magyar motoros világbajnok.
- november 5. – Tayyip Erdogan török kormányfő Washingtonban tárgyal George W. Bush amerikai elnökkel a kurd kérdésről. Az amerikai elnök kijelenti, hogy „a Kurdisztáni Munkáspárt terrorista szervezet, Törökország, Irak és az Egyesült Államok ellensége”.
- november 6. – XVI. Benedek pápa a Vatikánban fogadja Abdullah szaúdi királyt.
- november 6. – A NATO Szövetséges Erők európai legfelsőbb parancsnoka, Bantz J. Craddock vezérezredes – Szekeres Imre honvédelmi miniszter kíséretében – látogatást tesz a MH 86. Szolnok Helikopterbázison.
- november 7. – Újabb kétórás figyelmeztető vasutassztrájk a MÁV hálózatán a mellékvonalak tervezett bezárása ellen.George W. Bush és Angela Merkel Texasban

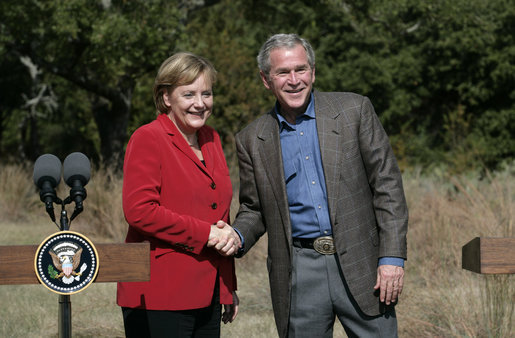
George W. Bush és Angela Merkel Texasban

- november 7. – A grúziai Tbilisziben, a rendőrség szétveri a – közel egy hete tartó – tüntetést.
- november 7. – A finnországi Tuusula településen nyolcan meghalnak és tizenketten megsebesülnek, amikor egy 18 éves végzős diák lövöldözni kezd gimnáziumában.
- november 7. – Első alkalom Oroszországban, hogy az Orosz Kommunista Párt – Moszkva város vezetőinek meghozott döntése értelmében – nem koszorúzhatja meg a Lenin-mauzóleumot.
- november 8. – Miheil Szaakasvili grúz elnök 2008. január 5-ére írja ki az előrehozott elnökválasztást.
- november 8. – Tarlós István vezetésével elkezdődik a Fidesz 2008-as népszavazási előkampánya.
- november 9. – A grúz parlament megerősíti a szükségállapotot.
- november 9. – A pakisztáni hatóságok elrendelik Benazír Bhutto ellenzéki vezető házi őrizetét, ezzel akadályozva meg, hogy a Ravalpindibe tervezett kormányellenes tüntetésen részt vegyen (másnap őrizetét feloldják).
- november 9–10. – Az Egyesült Államok elnökének texasi birtokán tárgyal Angela Merkel német kancellár George W. Bushsal.
- november 10. – Csehországban 396 embert állítanak elő a prágai rendőrök, amikor szélsőjobb szervezetek nem engedélyezett tüntetést akartak tartani, melyet az 1938-as Kristályéjszaka évfordulójára időzítettek.
- november 11. – Danilo Türk, a baloldali ellenzék jelöltje nyerte a szlovén elnökválasztás második fordulóját, megelőzve az első körben nyertes Lojze Peterlét.
- november 13. – A pakisztáni hatóságok elrendelik Benazír Bhutto, volt kormányfő hétnapos házi őrizetét, arra hivatkozva, hogy tudomásuk van egy, a politikus elleni merényletkísérletről. November 16-án, a péntekre virradó éjszaka feloldották a politikus házi őrizetét, bár a rendőrök a háza körül maradtak, hogy garantálják biztonságát, mozgásának akadályozása nélkül.
- november 13. – Lemond Franz Müntefering német szociáldemokrata (SPD) alkancellár, munkaügyi miniszter.
- november 14. – Román–magyar közös kormányülésen Nagyszebenben.
- november 15. – Oroszország befejezi a Grúziában állomásozó csapatainak kivonását. Ezt követően csak a FÁK–mandátum alapján Abháziában, illetve Dél-Oszétiában állomásozó békefenntartó erők kötelekében maradtak orosz katonák Grúziához tartozó területeken.
- november 16. – Jarosław Kaczyńskit Donald Tusk váltja fel a lengyel kormány élén.
- november 16. – Nem sikerült megdönteni a 2006-os dominó-világrekordot (4 079 381). 2007-ben 3 671 465 dominó dőlt el. Ez volt az első alkalom, hogy nem sikerül „megdönteni” a dominó-világrekordot.
- november 17. – Parlamenti választások Koszovóban. A választásokat a Kosovói Demokrata Párt (PDK) nyeri, a szavazatok 34%-ával 37 mandátumot szerezve; a második legerősebb párt a korábbi vezető erő, a Kosovói Demokratikus Liga (LDK) a szavazatok 23%-ával és így 25 mandátumra tesznek szert.
- november 19. – A kambodzsai rendőrség letartóztatja Khieu Samphant, a vörös khmerek egykori államfőjét.
- november 20. – Sztrájk reggel 4 és 6 óra között a BKV autóbusz üzemegységeinél az elbocsátások és a munkakörülmények romlása ellen.
- november 20. – Lemond Paul Gray, a brit királyi adó- és vámhivatal elnöke, miután kiderült, hogy nyoma veszett Nagy-Britanniában két számítógépes adathordozónak, amelyeken a brit felnőtt lakosság felének minden adó- és bankszámla-adata rajta van.
- november 21. – Sztrájkhullám Magyarországon. A nap folyamán hosszabb-rövidebb időre sztrájkba lépnek a MÁV dolgozói, a Volán vas és békés megyei munkatársai, a tanárok, a Ferihegyi repülőtér és a veszprémi kórház dolgozói.
- november 23. – A Nemzetközösség felfüggeszti Pakisztán tagságát a szervezetben.
- november 24. – Az olasz PRT misszió tizedik katonája (Daniele Paladini) esik áldozatul a tálibok merényletének.Az annapolisi csúcs résztvevői

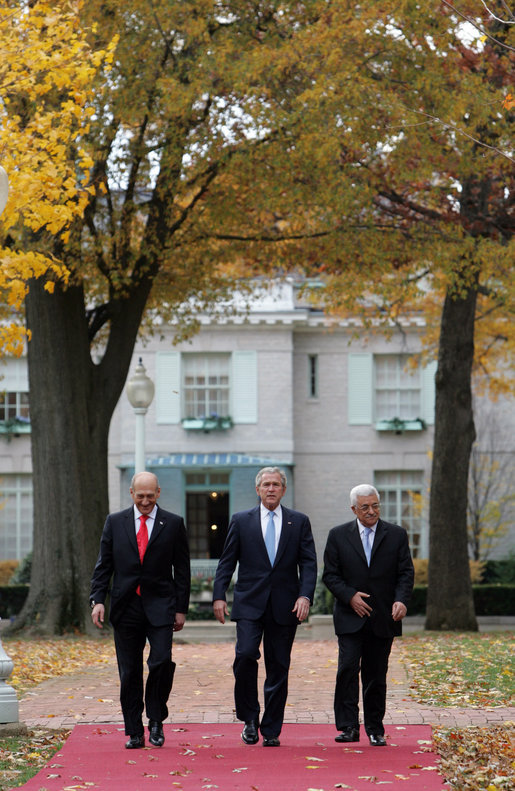
Az annapolisi csúcs résztvevői

- november 24. – Munkáspárti győzelem Ausztráliában. John Howard kormányfő alulmarad Kevin Rudd munkáspárti politikussal szemben.
- november 24. – A lengyel szejm bizalmat szavaz a jobboldali liberális Polgári Platform (PO) és a vidéki-agrár Lengyel Néppárt (PSL) alkotta koalíciós kormánynak. Ezzel véget ért a Kaczyński-ikrek uralma, bár Lech Kaczyński államfő megfenyegette az új kormányt, hogy a neki nem tetsző intézkedéseket megvétózza majd.
- november 25. – Leszerelnek az utolsó sorkatonák is Bulgáriában.
- november 25. – Több tucat orosz ellenzékit vesznek őrizetbe és vernek össze Szentpétervárott a rohamrendőrség egységei egy Vlagyimir Putyin elnök ellen tervezett, nem engedélyezett tüntetés előtt.
- november 25. – Lemond Miheil Szaakasvili grúz államfő, hogy részt vehessen a január 5-ei elnökválasztáson.
- november 25. – Parlamenti választások első fordulója Horvátországban.
- november 25. – Romániában választást tartanak az európai parlamenti képviselőkről és az egyéni választókerületes rendszer bevezetéséről.
- november 26. – A csádi hadsereg a csádi fegyveres felkelők százait gyilkolja meg Csád keleti határa mentén.
- november 27. – 22 megyei Volán vállalat sofőrjei tiltakoznak reggeli sztrájkkal a nyugdíjszabályok változásai ellen.
- november 27. – Annapolisban, az Egyesült Államok védnökségével kerül megrendezésre – Mahmúd Abbász, a palesztin hatóság elnöke és Ehúd Olmert izraeli miniszterelnök találkozásával – a közel-keleti békekonferencia.
- november 27. – Mihail Gorbacsov – egykori szovjet vezető – elnökletével tartja ülését Budapesten a Világpolitikai Fórum.
- november 27. – Megegyezés nélkül érnek véget az ausztriai Badenben zajló kosovói–szerb tárgyalások.
- november 29. – Tizenkilenc nap után véget ér a New York-i Broadway-sztrájk.
- november 29. – Pakisztánban beiktatják hivatalába – az időközben hadsereg főparancsnoki tisztségétől megvált – Pervez Musarrafot.
- november 29. – Lövöldözés tör ki Manilában azt követően, hogy lázadó tisztek egy csoportja elfoglalja a Peninsula nevű luxushotelt – az épületben tartózkodó vendégekkel és újságírókkal –, Gloria Arroyo Fülöp-szigeteki elnök lemondását követelve.
- november 30. – Iránban törvényellenesnek nyilvánítják és betiltják a hiphopot.

### December

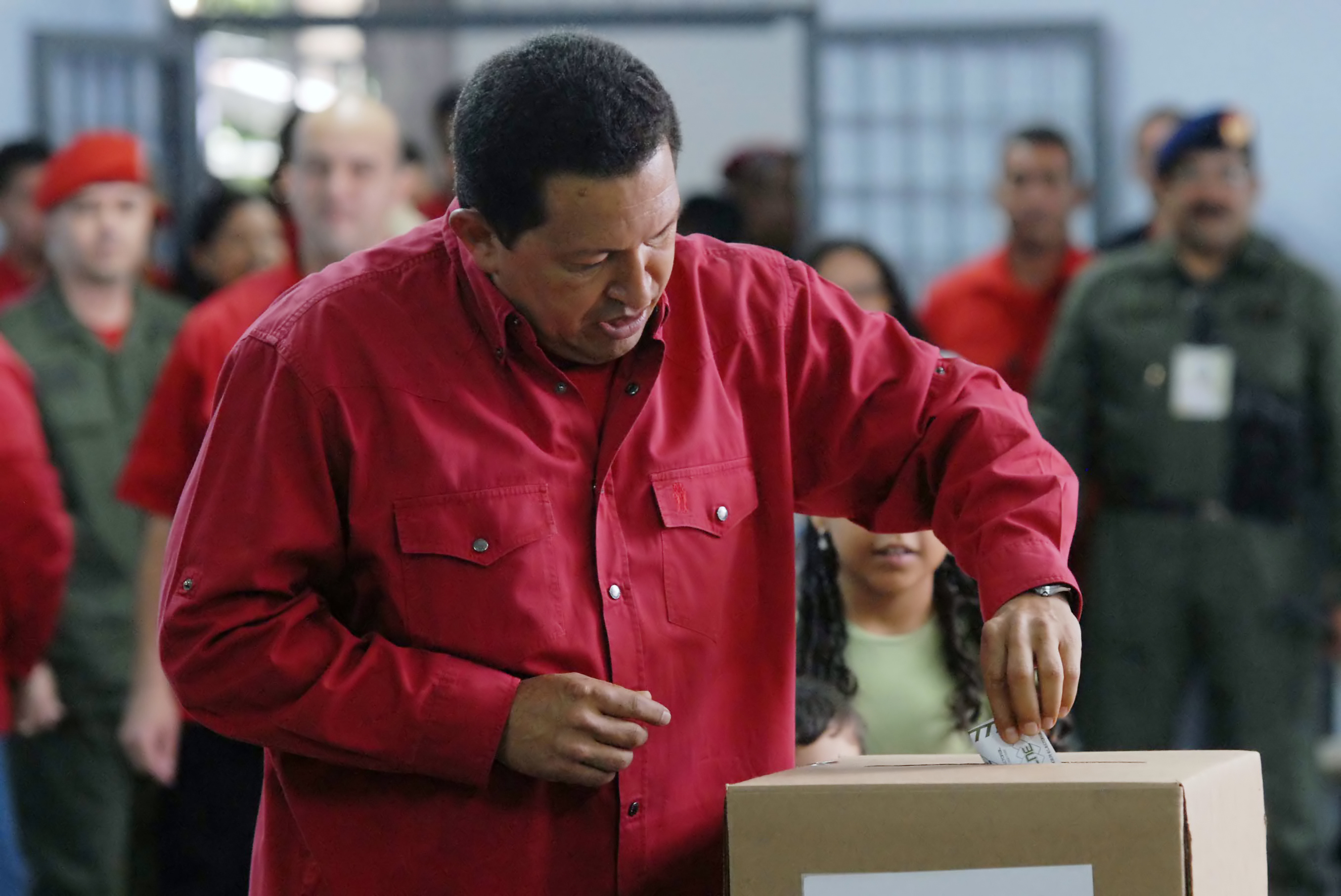
Hugo Chávez elnök szavazata leadásakor

- december 1. – Hivatásos hadsereg váltja fel az eddig sorkatonai szolgálatra alapozott haderőt Bulgáriában.
- december 1. – Yves Leterme kijelölt belga miniszterelnök – miután lehetséges koalíciós partnerekkel nem tudott megegyezni az ország régióinak adott nagyobb autonómiáról – visszaadja a kormányalakítási megbízását.
- december 1. – Balajti László került a Nemzetbiztonsági Szakszolgálat élére, míg az Információs Hivatal főigazgatójává Hetesy Zsoltot nevezi ki a kormányfő.
- december 2. – Vlagyimir Putyin orosz elnök pártja, az Egységes Oroszország nyer az oroszországi parlamenti választásokon.[3]
- december 2. – A szavazók 51%-a elutasítja az alkotmánymódosítást Venezuelában, amellyel Hugo Chávez baloldali elnök korlátlan újraválaszthatóságát szerette volna elérni.
- december 2–5. – Havril András vezérezredes, vezérkari főnök – Gabriel Ashkenazi altábornagy, az Izraeli Védelmi Erők vezérkari főnökének meghívására – kétnapos látogatásra érkezik Izraelbe Először kerül sor ilyen látogatásra az izraeli–magyar katonai kapcsolatok terén.
- december 3. – A Vlagyimir Putyin támogatását élvező Egységes Oroszország (JeR) kétharmados többséget szerez az orosz dumában, a liberális erők kiszorulnak a parlamentből. A győzelmet nyomasztó médiafölény és választási manipulációk mellett érték el.
- december 3. – Hivatalba lépése után – Ausztrália új miniszterelnöke –, Kevin Rudd aláírja a Kiotói egyezményt.
- december 3–14. – Az indonéziai Bali szigeten – 190 ország részvételével – kerül megrendezésre a globális felmelegedéssel foglalkozó klímakonferencia.
- december 4. – Sólyom László köztársasági elnök Nagy Boldizsárt jelöli a jövő nemzedékek ombudsmanjának, valamint javasolja Péterfalvi Attila adatvédelmi biztos újraválasztását.
- december 4. – Vlagyimir Putyin orosz elnök fogadja Szajed Dzsalilit, Irán nukleáris ügyekben illetékes főtárgyalóját.
- december 5. – Kóka János helyett Kákosy Csaba lesz a gazdasági és közlekedési miniszter.
- december 5. – Az OVB hitelesíti a Fidesz által benyújtott, a tandíj, vizitdíj és kórházi napidíj eltörlésének ügyében népszavazást kezdeményező aláírásokat.
- december 5. – A 19 éves Robert Hawkins – félautomata fegyverével – tömegmészárlást rendez az amerikai Omaha – Westroads nevű – bevásárlóközpontjában; 8 embert agyonlő, majd magával is végez.
- december 6. – Csomagbomba robban Párizs egyik központi kerületében, melynek során egy ember meghal, öt pedig megsérül.
- december 6. – Ünnepélyes keretek között Tatán elbúcsúztatják a MH Őr- és Biztosító Zászlóalj tizennyolcadik váltását.Cristina Kirchner argentin elnök

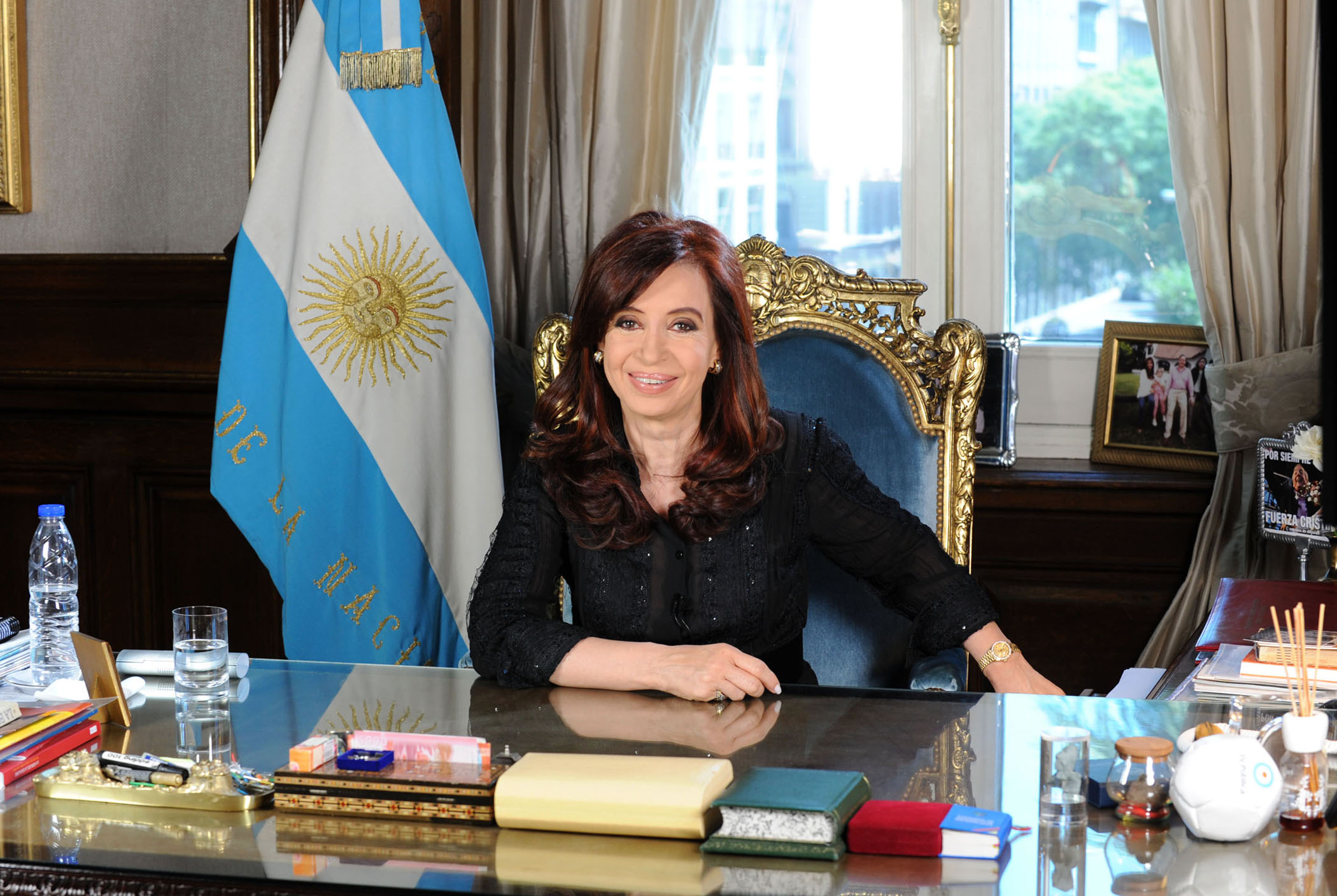
Cristina Kirchner argentin elnök

- december 7. – Németország tartományainak belügyminiszterei felszólítják a német nemzetbiztonsági szervezeteket, hogy vegyék fel a küzdelmet a demokráciát veszélyeztető Szcientológia egyházzal szemben.
- december 8. – Több mint tízmilliárd euró értékben ír alá kereskedelmi szerződéseket és szándéknyilatkozatokat Párizsban Moammer Kadhafi líbiai vezető és Nicolas Sarkozy francia elnök.
- december 9. – Buenos Airesben hét dél-amerikai ország részvételével regionális bank alakult 7 milliárd dollár alaptőkével, caracasi székhellyel.
- december 9. – A Magyar Gárda „cigánybűnözés elleni” felvonulása Tatárszentgyörgyön.
- december 9. – Az Irakba látogató Gordon Brown brit kormányfő bejelenti, hogy a dél-iraki Baszra tartományt átadják az iraki biztonsági erőknek, és a 4500 fős brit katonai kontingens 2009 közepéig 2500-ra fogyatkozik.
- december 10. – Kudarccal végződik az ENSZ-kormányzás alatti dél-szerbiai Koszovó státusáról folytatott tárgyalások utolsó fordulója, a tartomány azonnal egyeztetéseket kezdett Washingtonnal és Brüsszellel a függetlenség kikiáltásáról.
- december 10. – Cristina Kirchner átveszi az argentin elnöki hivatalt férjétől, Néstor Kirchner távozó államfőtől.
- december 11. – Két autóba rejtett pokolgép robban fel Algírban. Az egyik gépkocsit – a legfelsőbb bíróság épülete előtt – az öngyilkos merénylő egy diákokat szállító busznak vezeti, míg a másik jármű a szomszédos utcában lévő ENSZ Menekültügyi Főbiztosságának helyi képviselete előtt robban. A robbanásban a Világszervezet tíz munkatársa is meghal.
- december 11. – Bár az Országos Választási Bizottság hitelesíti azokat, a Fidesz mégis eláll népszavazási kezdeményezésének négy kérdésétől.
- december 11. – Iskolabuszból kiszálló diákokra lő két ismeretlen férfi Las Vegasban. Hat fiatalt szállítanak kórházba, kettőt életveszélyes állapotban. A lisszaboni szerződés aláírása

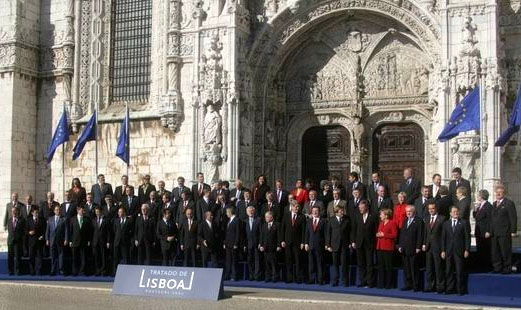
A lisszaboni szerződés aláírása

- december 12. – A libanoni elnöki palota közelében – a keresztények lakta Baabda negyedben, egy gépkocsi alatt elhelyezett – robbanószerkezet lép működésbe, melynek következtében négy ember meghal, köztük Francois El-Hadzs tábornok.
- december 12. – A svájci szövetségi parlament Pascal Couchepin – eddigi belügyminisztert – választja meg a 2008. évre az ország új elnökévé.
- december 13. – A lisszaboni szerződés aláírása.
- december 13. – Vadai Ágnes honvédelmi államtitkár Nicosiában tárgyal Alexandrosz Zenon külügyi és Petrosz Kareklasz védelmi államtitkárral, illetve Jiannakisz Omiruval, a képviselőház védelmi bizottságának elnökével. Ciprusi látogatása során felkeresi a Nicosiában állomásozó békefenntartó kontingens (UNFICYP) főhadiszállásán szolgálatot teljesítő magyar egységet.
- december 13. – Budapesten, Szekeres Imre honvédelmi miniszterrel tárgyal Fatmir Mediu albán védelmi miniszter.
- december 14. – Szeged város közgyűlése a városban nemkívánatos szervezetté nyilvánítja a Magyar Gárdát.
- december 14. – A bali-szigeti klímakonferencián London és New York városa vállalja, hogy 2050-re az 1990-es szint 40%-ára csökkenti CO2 kibocsátását.
- december 14. – Kezdetét veszi Brüsszelben az Európai Unió állam- és kormányfőinek egynapos találkozója.
- december 15. – Stipe Mesic horvát államfő bejelenti, hogy Ivo Sanader eddigi miniszterelnököt bízza meg kormányalakítással.
- december 16. – A dél-iraki Baszrában – a 2003 márciusa óta ott állomásozó – brit haderők (ünnepség keretében) átadják a hasonló nevű tartomány fölötti ellenőrzést az iraki kormánynak.
- december 17. – Az egészségbiztosítási reform elleni országos vasutassztrájk kezdődik reggel 6 órakor. A nap folyamán figyelmeztető és szolidaritási sztrájkokat tartanak egyes iskolákban, kórházakban, önkormányzatoknál és volán-társaságoknál. A sztrájkhullámot országszerte félpályás forgalomlassító tüntetések kísérik.
- december 17. – A Magyar Gárda feloszlatását kéri a Fővárosi Főügyészség az illetékes Fővárosi Bíróságtól.
- december 17. – A kormányfő Laborc Sándort nevezi ki a Nemzetbiztonsági Hivatal főigazgatójává.
- december 17. – A kirgiz választási bizottság – részleges eredményekre hivatkozva – bejelenti, hogy csak Kurmanbek Bakijev elnök pártja jutott be a parlamentbe.
- december 17. – Brüsszelben 26 magyar természetvédőt (Greenpeace aktivistát) vesznek őrizetbe, mert befalazták az Európai Tanács egyik bejáratát.
- december 17. – Az Országgyűlés népszavazást ír ki a tandíj, vizitdíj és kórházi napidíj megszüntetése ügyében.
- december 18. – Török katonák behatolnak észak-iraki kurd autonóm régió területére, ahol a Kurdisztáni Munkáspárt (PKK) szakadár szervezet bázisai találhatók. I Mjongbak, a dél-koreai választások nyertese

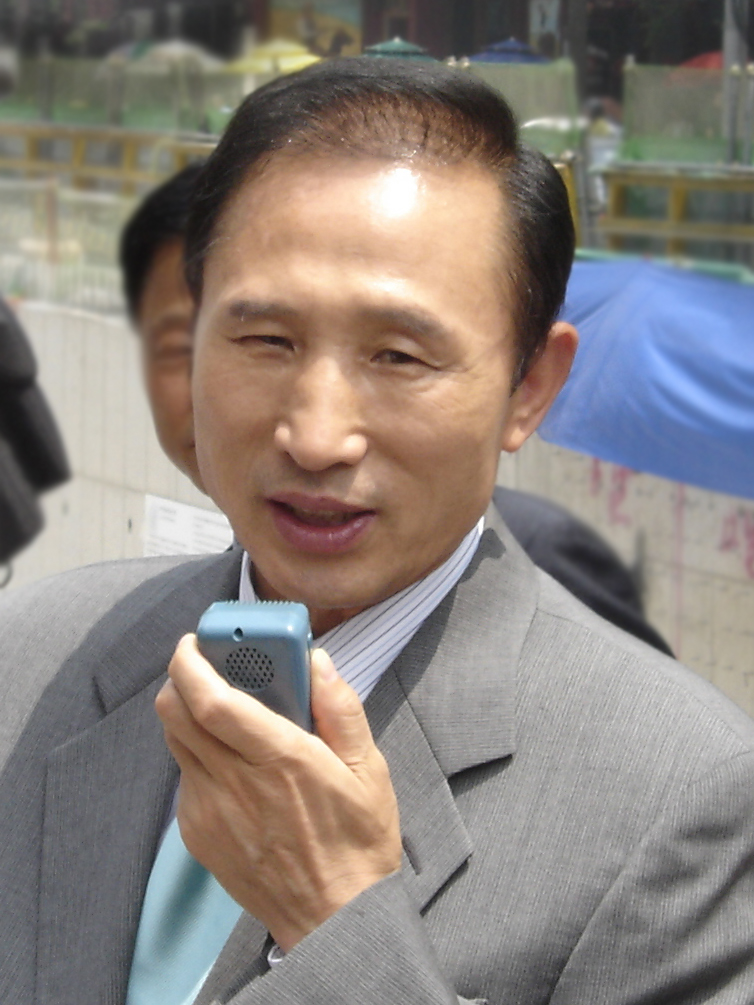
I Mjongbak, a dél-koreai választások nyertese

- december 18. – Letette hivatali esküjét a Julija Timosenko vezette új ukrán kormány.
- december 19. – Vlagyimir Putyin orosz elnököt választja az év emberévé az amerikai Time magazin.
- december 19. – Dél-Koreában I Mjongbak nyeri meg a választásokat.
- december 20. – Hiller István oktatási és kulturális miniszter bejelenti, hogy a Nemzeti Színház főigazgatójává – 2008. január 1-jei hatállyal – Alföldi Róbertet nevezi ki.
- december 20. – Az Ivars Godmanis vezette lett kormány bizalmat kap a rigai parlamentben.
- december 20. - A lakota indiánok (közismertebb nevükön a sziúk), Ülő Bika és Őrült Ló utódai felmondták az őseik által másfél évszázada aláírt egyezményeket, és már nem tekintik magukat amerikaiaknak. Saját külképviseletet nyitnának több országban.
- december 21. – Magyar főkonzulátus nyílik az oroszországi Jekatyerinburgban.
- december 21. – Magyarország teljes jogú tagává válik a schengeni övezetnek.
- december 21. – Leteszi a hivatali esküt az új, Guy Verhofstadt vezette ideiglenes belga kormány.
- december 23. – Parlamenti választások Thaiföldön.
- december 23. – Elnökválasztás Üzbegisztánban.
- december 24. – Az Európai Biztonsági és Együttműködési Szervezet (EBESZ) közzéteszi megfigyelési eredményét, miszerint a 23-án megtartott üzbegisztáni választás nem felelt meg a demokratikus normáknak.
- december 26. – Nepál parlamentje döntést hoz a monarchikus államforma megszüntetéséről és a köztársaság kikiáltásáról.
- december 27. – A pakisztáni Ravalpindiben merényletet követnek el Benazír Bhutto ellen. A korábbi miniszterelnök-asszony meghal. Az Al-Káida nevű terrorszervezet magára vállalja a merénylet elkövetését.
- december 31. – Véres szilveszter Kenyában: száz körülire emelkedett a választások után kirobbant erőszak halálos áldozatainak száma Kenyában, ahol folytatódtak a vasárnap kitört zavargások.

## Az év témái

### Kiemelt témák és évfordulós emlékévek 2007-ben
- 2007-ben a szelídgesztenye (Castanea sativa) az év fája Magyarországon.
- 2007-et az ENSZ a napfizika évének nyilvánította.
- 2007 az Európai Bizottság kezdeményezésére az esélyegyenlőség éve Európában.
- 2007-et az ENSZ környezetvédelmi programja (UNEP) az ózonréteg védelmének évévé nyilvánította.
- 2007 Batthyány Lajos-emlékév 1807. február 10-ei születésének 200. évfordulója alkalmából.
- 125 éve (1882. december 16-án) született és 40 éve (március 6-án) hunyt el Kodály Zoltán.
- A pozsonyi csata, valamint Árpád vezér halálának 1100. évfordulója (907).
- Újpest várossá nyilvánításának centenáriuma (1907).

### 2007 a tudományban
- április 7. – Charles Simonyi űrrepülése (visszatérés: április 21.).

### 2007 a filmművészetben
- A június 28-ai tokiói világpremiert követően Európában elsőként július 3-án (Londonban), Magyarországon pedig július 12-én mutatják be a Harry Potter és a Főnix Rendje filmváltozatát.
- Európában elsőként február 14-én (Franciaországban), Magyarországon pedig június 21-én mutatják be a Piaf (film) című filmet.

### 2007 a színházművészetben
- június 30. – Bemutatják a Vámpírok Bálja-musicalt Roman Polanski rendezésében.
- nyár – Megalakul az Erdélyi Vándorszínház.
- december - Bujtor István és Eperjes Károly a Veszprémi Petőfi Színház új vezetői.

### 2007 az irodalomban
- július 21. – Megjelenik a Harry Potter-sorozat utolsó kötete.

### 2007 a zenében
- 50 Cent: Curtis
- Arctic Monkeys : Favourite Worst Nightmare
- Avril Lavigne: The Best Damn Thing
- Aradszky László: Égek a vágytól
- Alicia Keys: As I Am
- ATB: Trilogy
- Backstreet Boys: Unbreakable
- Babyshambles: Shotter's Nation
- Bad Religion: New Maps of Hell
- Bikini: Őrzöm a lángot
- Bosson: Future's Gone Tomorrow / Life Is Here Today
- Bon Jovi: Lost Highway
- Bon-Bon: All In
- Joe Cocker: Hymn for My Soul
- Britney Spears: Blackout
- Emilia Rydberg: Små ord av kärlek
- Enrique Iglesias: Insomniac
- Example: What We Made
- Éder Krisztián: Kölyök
- Szabó Eszter: Minden rendes úrilány
- Calvin Harris: I Created Disco
- Caramel: Újrahangolva
- Céline Dion: D’elles / Taking Chances
- Craig David: Trust Me
- Chris Brown: Exclusive
- Chris Norman: Close Up
- Children of Distance: Csapó Kettő
- DJ BoBo: Vampires
- David Guetta: Pop Life
- Duran Duran: Red Carpet Massacre
- Foo Fighters: Echoes, Silence, Patience & Grace
- Jonas Brothers: Jonas Brothers
- Gigi D’Agostino: Lento Violento E Altre Storie
- Girls Aloud: Tangled Up
- Halász Judit: Halász Judit mesél - Csimpi szülinapja / Szeresd a testvéred
- Happy Gang: Best Of 2. kiadás
- Grégory Lemarchal - De Temps en Temps - Lavoix D'un ange
- Jade Valerie: Out of the Box
- James Blunt: All the Lost Souls
- Jay Chou: On The Run
- Juanes: La Vida... Es Un Ratico
- Jennifer Lopez: Como ama una mujer / Brave
- Kanye West: Graduation
- Katie Melua: Pictures
- Kelly Clarkson: My December
- Kylie Minogue: X
- Kárpátia: Istenért, hazáért
- Kovács Kati: Die großen Erfolge
- Kozma Orsolya: Az igazi szerep
- Led Zeppelin: Mothership
- Lento Violento Man: La Musica Che Pesta
- HIM: Venus Doom
- Linkin Park: Minutes to Midnight
- Lola: Élj a mának!
- Marilyn Manson: Eat Me, Drink Me
- Matchbox Twenty: Exile on Mainstream
- Maroon 5: It Won’t Be Soon Before Long
- Magna Cum Laude: Magnatofon
- Macy Gray: Big
- Melanie Chisholm: This Time
- Mika: Life in Cartoon Motion
- Mutya Buena: Real Girl
- Natasha Bedingfield: N.B.
- Nevergreen: Az együttes befejezi a szünetelést, és új albumot ad ki Erős, mint a Halál címmel
- Nightwish:Dark Passion Play, Eva, Amaranth
- Nine Inch Nails: Beside You in Time, Year Zero
- Ne-Yo: Because of You
- No Angels: Destiny
- NOX: Csendes
- Queen: Say It’s Not True
- Pap Rita: Kuckó mackó és barátai
- Pitbull: The Boatlift
- Pokolgép: Pokoli mesék
- REO Speedwagon: Find Your Own Way Home
- Rihanna: Good Girl Gone Bad (újra kiadva Good Girl Gone Bad: Reloaded címmel 2008-ban)
- Robert Plant-Alison Krauss: Raising Sand
- Sarah Connor: Soulicious
- Sean Kingston: Sean Kingston
- Simply Red: Stay
- Sinéd O’Connor: Theology
- Scooter: The Ultimate Aural Orgasm, Jumpin’ All Over the World
- Sugababes: Change
- Sophie Ellis-Bextor: Trip the Light Fantastic
- Szklenár Gabi: Duett album
- Slayer: Christ Illusion
- Szekeres Adrien: Olyan, mint Te
- The Veronicas: Hook Me Up
- Tankcsapda: Elektromágnes
- Timbaland: Timbaland Presents Shock Value
- Tina Charles: Listen 2 the Music
- Tokio Hotel: Zimmer 483
- Turbonegro: Retox
- Varga Zsuzsa: Barkácsklub lányoknak
- Vanessa Paradis: Divinidylle
- Velvet Revolver: Libertad
- Westlife: Back Home
- május 12. – A 2007-es Eurovíziós Dalfesztivál döntője
- 2007 szeptemberében megindul a népzenészképzés a Liszt Ferenc Zeneművészeti Egyetemen

### 2007 a sportban
- május 23. – Bajnokok Ligája győztese: az AC Milan
- augusztus 28. – Elhunyt Antonio Puerta kétszeres UEFA-kupa-győztes, egyszeres spanyol válogatott sevillai labdarúgó.
- október 21. – Kimi Räikkönen finn autóversenyző 110 ponttal, vetélytársait 1 ponttal megelőzve megnyeri a 2007. évi Formula–1-es világbajnokságot.
- december 8. – Maurizio Vescovo és Törökgyörgy Melinda Litvániában megnyeri a latin-amerikai táncok amatőr világbajnokságát
- A Debreceni VSC nyeri az NB1-et. Ez a klub harmadik bajnoki címe.

### 2007 a jogalkotásban
- Lásd: a 2007 a jogalkotásban című szócikkben.

### 2007 a televízióban
- május 1. – Ezen a napon ünnepli a magyar televíziózás és a Magyar Televízió fennállásának 50. évfordulóját.
- július 8. – Ezen a napon mutatták be a Kanadában a legelső évadú Totál Dráma Sziget című kanadai animációs reality sorozatot (Magyarországon 2008. szeptember 4-én mutatták be a Cartoon Networkön).
- szeptember 9. - Ezen a napon mutatták be az Amerikai Egyesült Államokban az iCarly című sorozatot (Magyarországon 2008-ban mutatták be).
- október 1. – Ettől a naptól már magyarul is fogható a Music Television.
- október 4. és október 6. – A TV2 és az RTL Klub a 10. születésnapját ünnepli.
- Az amerikai Férjek gyöngye komédiasorozat a 9. évad elteltével véget ér.

## Születések 2007-ben
- november 29. – Chido Obi dán labdarúgó
- december 17. – James Windsor, Severn vikomtja, II. Erzsébet királynő nyolcadik unokája.

## Halálozások 2007-ben
- március 7. – Szakácsi Sándor magyar színész (* 1952).
- június 13. – Pungor Ernő vegyészmérnök, egyetemi tanár, az MTA tagja, OMFB elnök, miniszter (1990-94), a Britannica Hungarica világenciklopédia szerkesztő bizottságának társelnöke (* 1923).

## Nobel-díjak
| Béke               | Al Gore (USA) és az ENSZ Éghajlatváltozási Kormányközi Testülete (IPCC)                   | A globális felmelegedéssel kapcsolatos munkáért.                                              |
| Fizikai            | Albert Fert (Franciaország) és Peter Grünberg (Németország)                               | Az óriás mágneses ellenállás (GMR) felfedezéséért.                                            |
| Közgazdasági       | Leonid Hurwicz (USA), Eric Maskin (USA) és Roger Myerson (USA)                            |                                                                                               |
| Irodalmi           | Doris Lessing (Nagy-Britannia)                                                            | Az emberiséget a primitívebb életformához visszakényszerítő globális katasztrófa látomásáért. |
| Kémiai             | Gerhard Ertl (Németország)                                                                | A szilárd felületeken végbemenő kémiai folyamatok tanulmányozásáért.                          |
| Orvosi-fiziológiai | Mario Capecchi (USA), Sir Martin Evans (Nagy-Britannia), Oliver Smithies (Nagy-Britannia) | Az egerek embrionális őssejtjein végzett specifikus génmoduláció megalapozásáért.             |